# Maison George-Stephen
Ne doit pas être confondu avec Club Mount Stephen ou Le Mount Stephen.
La maison George-Stephen (aussi connue sous le nom d’édifice du club Mount Stephen) est une maison bourgeoise située dans le quartier du Mille carré doré à Montréal au Canada.
Cette maison est successivement la propriété de George Stephen, 1er baron Mount Stephen, de 1883 à 1900, puis de son beau-frère Robert Meighen et sa succession de 1900 à 1925. De 1927 à 2011, cette maison bourgeoise accueille le prestigieux club Mount Stephen, un Gentlemen's club réunissant l’élite montréalaise et internationale. En 2012, un projet d’hôtel de luxe, l’hôtel Le Mount Stephen, prend forme pour occuper en partie l’ancienne résidence. Ce projet nécessite la construction d’une annexe contemporaine à l’arrière pouvant accueillir 90 chambres, des boutiques et un stationnement intérieur de 96 places. L’ouverture de cet hôtel, à l'origine prévue pour juin 2015, a lieu le 1er mai 2017.
Construite entre 1880 et 1883, cette résidence est conçue et réalisée par l’architecte William Tutin Thomas dans une combinaison de styles architecturaux propre à l’architecture victorienne. Elle réunit ainsi les styles de la renaissance italienne, du baroque italien et du baroque anglais du XVIIe siècle. Le style de la renaissance italienne est cependant le style dominant de la façade avant.
Cette ancienne résidence fait aussi l’objet de quelques mesures de protection. Le 14 octobre 1971, la résidence est déclarée lieu historique national du Canada par la commission des lieux et monuments historiques du Canada. Elle est également classée immeuble patrimonial par le ministère de la Culture et des Communications du Québec le 11 mars 1975. Le 10 décembre 2004, le bâtiment est déclaré « immeuble de valeur patrimoniale exceptionnelle » par la Ville de Montréal. L’édifice est également déclaré être situé dans l’aire de protection de l’édifice du club Mount Stephen le 11 avril 1978 et dans le secteur de valeur patrimonial exceptionnel « Guy-Drummond » le 10 décembre 2004.

## Localisation
La maison George-Stephen est située au 1430-1440 de la rue Drummond dans le quartier du Mille carré doré de l’arrondissement Ville-Marie de la ville de Montréal. Elle est localisée à environ 2,7 km du Vieux-Montréal. Le site est desservi par la station de métro Peel de la ligne verte et par la ligne d’autobus no  15 Sainte-Catherine.

## Historique

### 1880 à 1883: la construction
En 1853, George Stephen épouse Annie Charlotte Kane. Elle est la fille de Benjamin Kane, un contrôleur de l’arsenal de la marine à Portsmouth. Dès leur mariage, le couple s’installe dans une maison en pierre carrée en retrait de la rue Drummond, au milieu d’un grand jardin occupé en bonne partie par un vignoble.
Le 23 septembre 1863, George Stephen acquiert de William Carter le lot 1525 sur lequel il construit de 1880 à 1883 sa nouvelle résidence au coût de six cent mille dollars (600 000$), une somme importante pour l’époque,. Le lot fait alors environ 44 mètres de largeur (145 pieds) sur environ 82 mètres de profondeur (270 pieds). Le célèbre architecte montréalais William Tutin Thomas est chargé de concevoir les plans de la maison alors que le contrat d’entreprise générale est confié à J. H. Hutchison,. De nombreux autres architectes, entrepreneurs et artisans ont également participé à sa construction, à la décoration intérieure et aux divers travaux de modifications du bâtiment,. George Stephen pouvait de chez lui observer attentivement les travaux de construction de sa nouvelle résidence. Son ancien domicile est par la suite détruit, de même que ses dépendances et le vignoble du jardin.
La maison est construite dans une combinaison de styles architecturaux propre à l’architecture victorienne. Elle réunit ainsi les styles de la renaissance italienne, du baroque italien et du baroque anglais du XVIIe siècle. Le style de la renaissance italienne est cependant le style dominant de la façade avant. D’ailleurs, l'historien de l’architecture Arthur John Hampson Richardson décrit la résidence de Stephen comme l’« un des véritables chefs-d'œuvre du style [à l'italienne] au Canada » .
Aussi, la maison est conçue de manière à remplir une de ses fonctions principales, soit d’accueillir de grandes réceptions mondaines et de recevoir des invités de marque.
Le 13 octobre 1883, George Stephen acquiert de William Laurier les lots 1524-12 à 1524-23 qui entourent son domaine, permettant ainsi d’agrandir le domaine « jusqu’à la ruelle » vers la rue Sainte-Catherine.
George Stephen et son épouse emménagent dans leur nouvelle résidence dès 1883.

### 1883 à 1890: George Stephen,1erbaronMount Stephen

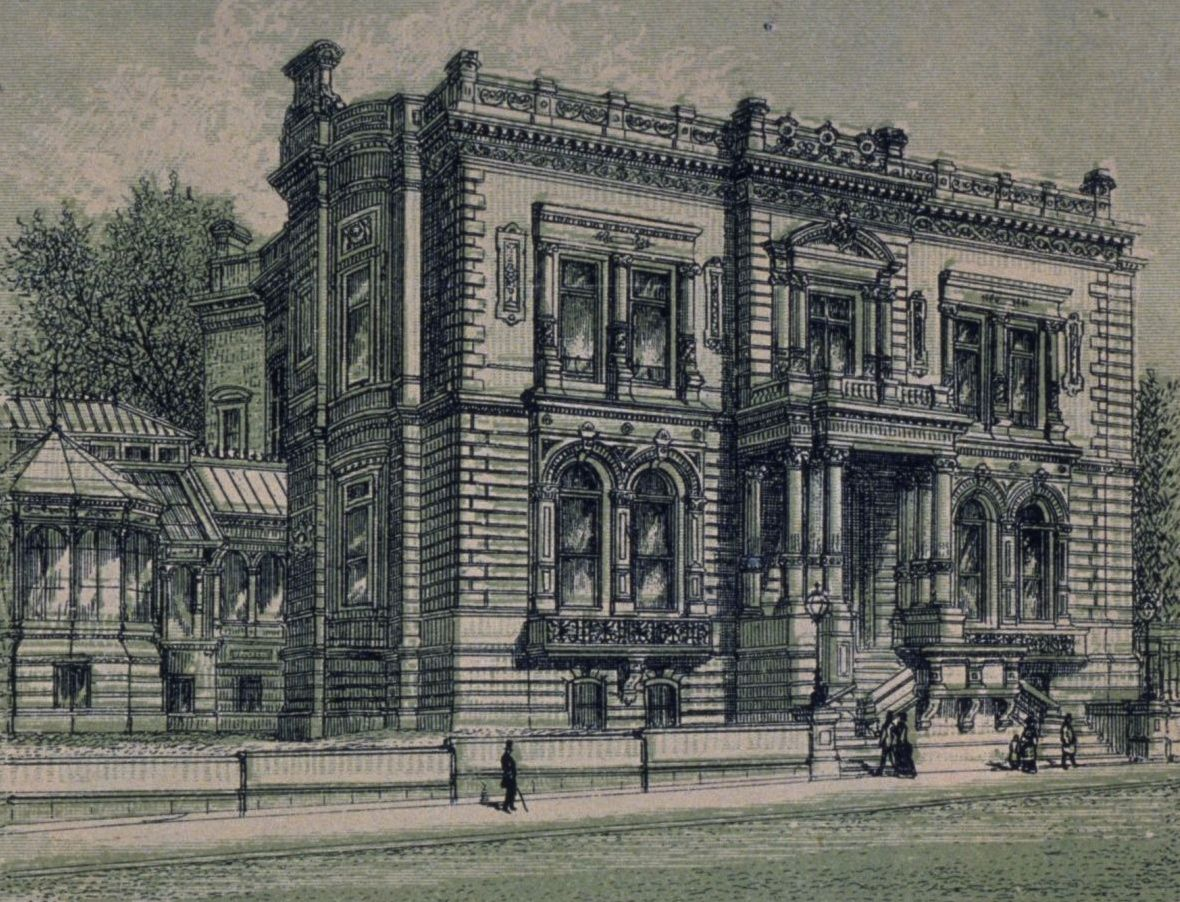
Maison George-Stephen (1885)

George Stephen et son épouse n’habitent leur résidence de la rue Drummond que pendant près de cinq ans, c’est-à-dire de 1883 à 1888,. Certains prétendent que George Stephen ne s’était « jamais véritablement intégré à la société canadienne, bien qu’il ait accompli de grandes choses pour elle ». En effet, George Stephen, élevé au rang de baronnet en 1886, quitte la présidence du Canadien Pacifique et Montréal en 1888 pour aller s’installer à Brocket Hall dans le comté de Herefordshire en Angleterre. George Stephen devient le baron Mount Stephen en 1891.
Lord Mount Stephen meurt en 1921 et est inhumé dans la petite chapelle de Brocket Hall, situé près de la grille d’entrée du domaine. On peut lire sur son monument funéraire : « Sage de ses charités, d’intégrité incorruptible » ,.

### 1890 à 1925: Robert Meighen et Elsie Stephen
Après le départ de George Stephen de Montréal pour l’Angleterre, ce dernier prête sa résidence à son beau-frère Robert Meighen et son épouse Elsie Stephen à partir de 1890,,,.
Le 4 octobre 1900, Robert Meighen achète la résidence. Il y entrepose sa prestigieuse collection de tableaux comportant des œuvres d’artistes canadiens et étrangers tels que des œuvres d’Otto Reinhold Jacobi, d’Allan Aaron Edson, du portraitiste anglais John Hoppner et des paysagistes français Adolphe Monticelli et Léon Augustin Lhermitte .
Durant leur occupation, la maison est le théâtre de grandes réceptions mondaines. En 1890, le couple donne une grande réception en l’honneur de leur invité de marque, le prince Arthur, duc de Connaught et Strathearn.

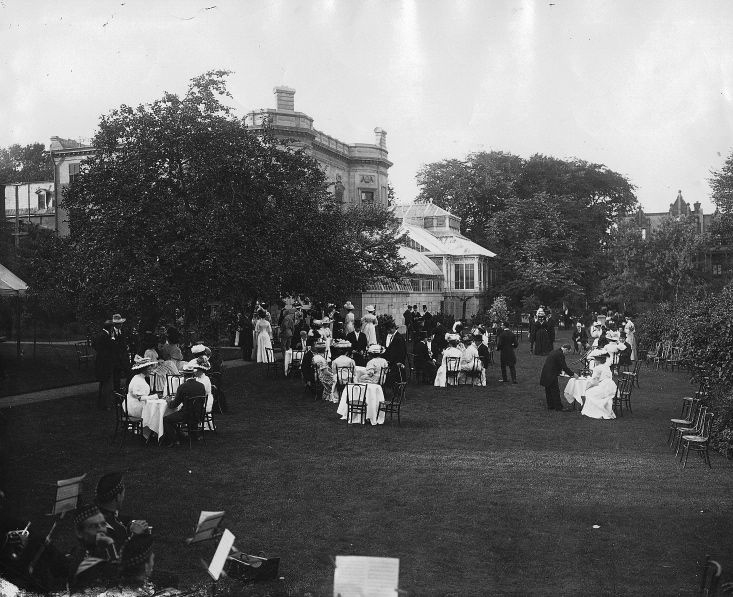
Réception en plein air en l’honneur du Field Marshal britannique et 1er comte de Roberts, Frederick Roberts (1908)

En 1907, Robert Meighen reçoit Lord Northcote, ancien gouverneur général d’Australie, ainsi que son épouse, Alice Stephen, dite Lady Northcote,.
À l’occasion du tricentenaire de la ville de Québec en 1908, Meighen organise une réception en plein air en l’honneur du Field Marshal britannique et 1er comte de Roberts, Frederick Roberts, et son épouse Nora Henrietta Bews, comtesse de Roberts.
Robert Meighen et Elsie Stephen habitent la résidence jusqu’à leur mort, soit jusqu’en 1911 et 1917 respectivement.
Leur fils, Frank Stephen Meighen, habite la résidence après la mort de ses parents et continue la tradition hospitalière de la famille. Ce dernier y organise en 1919 un bal en l’honneur d’Édouard Windsor, prince de Galles.
Lors de la Première Guerre mondiale, l'arrivée de l'impôt sur le revenu pour financer l'effort de guerre et la Grande Dépression vont contraindre plusieurs propriétaires à abandonner leurs maisons cossues du Mille carré doré. La succession de la famille Stephen-Meighen n'est pas exclue : elle décide en 1925 de mettre en vente la résidence,.

### 1926 à 2011: Club Mount Stephen
Le 16 juillet 1926, la société Don Mar Realty Limited se porte acquéreur de la maison George-Stephen. Cette société la revend le 14 octobre 1927 au club Mount Stephen, un Gentlemen's club fondé en 1926 par Noah Timmins, J. H. Maher et J. S. Dohan. Ces derniers sont les premiers défenseurs de la sauvegarde de la maison George-Stephen et ils mettent tout en œuvre pour protéger cette maison bourgeoise de la démolition et préserver les décors intérieurs originaux,. D’ailleurs, cet objectif est l’élément clé de la préservation presque intégrale de cet hôtel particulier jusqu’en 2015. À cette époque, tous ajouts, modifications ou travaux de modernisation de l’ancienne résidence devaient respecter cet objectif de préservation,. De plus, ils attribuent au club le nom « Mount Stephen » en l’honneur du premier propriétaire de la résidence, George Stephen,.
La conversion de la résidence en club privé amène cependant le nouveau propriétaire à apporter certaines modifications. La plus notable est le remplacement en 1927 des parois de verre de la serre par des murs en pierre de taille. La même année, la nouvelle vocation de l’immeuble amène également le club à apporter des modifications aux cuisines, à certains équipements et aux salles du sous-sol.

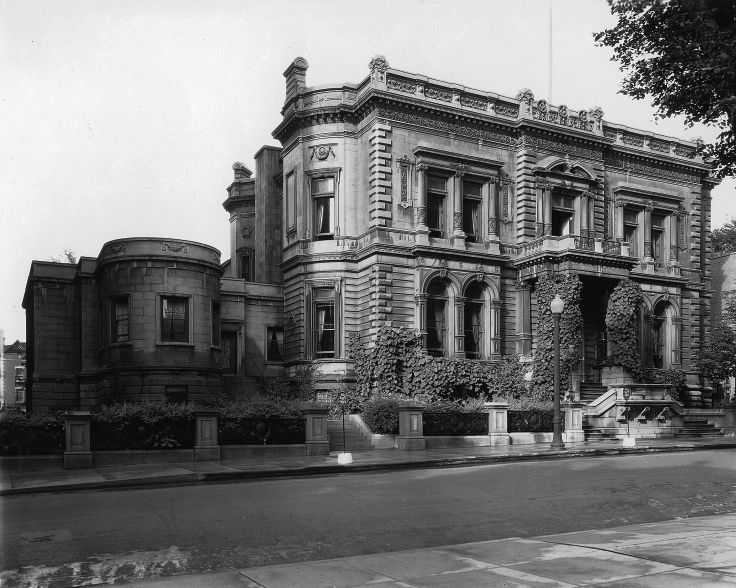
Club Mount Stephen (vers 1934-1935)

En 1937, le majestueux escalier extérieur est reconstruit sur de nouvelles fondations,. À cette occasion, le petit balcon supporté par trois élégantes consoles décorées de fleurs est supprimé.
Par la suite, le club procède à une série d’agrandissements par la construction d’annexes ainsi qu’à des modifications intérieures pour mieux répondre aux besoins du club et de sa clientèle. En 1948, le club agrandit le côté sud de l’ancienne serre,. En 1953, l’institution construit une annexe à l’arrière. Elle procède aussi à des modifications intérieures de 1956 à 1958 et en 1962 (cuisines),,,,.
Le 14 octobre 1971, la résidence est déclarée lieu historique national du Canada par la commission des lieux et monuments historiques du Canada. Elle est également classée immeuble patrimonial par le ministère de la Culture et des Communications du Québec le 11 mars 1975. L’édifice est également déclaré être situé dans l’aire de protection de l’édifice du club Mount Stephen le 11 avril 1978 et dans le secteur de valeur patrimonial exceptionnel « Guy-Drummond » le 10 décembre 2004,. Le 10 décembre 2004, le bâtiment est déclaré « immeuble de valeur patrimoniale exceptionnelle » par la Ville de Montréal.
En 2004, le club procède à des travaux d’urgence de deux millions de dollars visant à corriger des problèmes de structure identifiés depuis 2001 dus à la construction de plusieurs gratte-ciels avec garages souterrains à proximité. Le ministère de la Culture et des Communications a d’ailleurs donné 50 000$ au club pour cette opération.
En 2005, un projet d’hôtel voit le jour : l’hôtel "Le Cristofe Alexandre". Conçue par l’architecte Karl Fischer, une tour de vingt-et-un (21) étages aurait été érigée au coin de la rue Drummond et du boulevard de Maisonneuve, adjacente à la maison George-Stephen, mais reliée à cette dernière par une entrée commune moderne. L’ouverture de cet hôtel était à l’origine prévue pour 2008. Cependant, ce projet est annulé.
En 2006, le nom « club Mount Stephen » passe entre les mains du groupe hôtelier et immobilier Tidan. Le 26 mai 2006, ce même groupe rachète la résidence au prix de 4 millions de dollars (4 000 000 $) à l’ancien club Mount Stephen constitué en 1926. Cette dernière entité juridique est définitivement radiée d’office le 4 juin 2010. Dès 2006, la nouvelle direction du club tente d’améliorer l’accueil et les services offerts à ses quatre cents membres. D’abord, elle investit près de 4 millions de dollars (4 000 000 $) notamment dans l’ajout d’un système de climatisation centrale, l’agrandissement de certaines salles de réception et l’ajout de nouvelles salles de réunion,. Elle tente également d’adopter une nouvelle stratégie marketing afin de convaincre les jeunes montréalais de devenir membre. Puis, elle ouvre le club au grand public pour des soupers musicaux le samedi et des brunchs musicaux le dimanche. Malgré toutes tentatives de revitaliser le club, le groupe Tidan ne réussit pas à rentabiliser l’institution, et ce, même si leurs investissements passés avaient permis d’augmenter les revenus. Le 23 décembre 2011, la direction prend la décision de fermer définitivement le club,, causant la perte de 70 emplois à temps plein ou à temps partiel. La fermeture du club incite alors Héritage Montréal à mettre dès 2012 la maison George-Stephen sous observation sur sa liste des sites emblématiques menacés de Montréal.
Au cours de son existence, le club Mount Stephen a reçu l’élite montréalaise et internationale. Nombre de dignitaires, politiciens et célébrités se sont succédé au club, dont notamment la princesse Benedikte de Danemark, la princesse Margaret, comtesse de Snowdon, le général français de l’armée de l'air Edmond Jouhaud, le Field-Marshal et 1er comte Wavell Archibald Wavell, John Diefenbaker, Percival Molson, Edgar Miles Bronfman, Pierre-Elliott Trudeau, Brian Mulroney, René Lévesque, Lucien Bouchard, Louise Harel, Sarto Fournier et Pierre Bourque,.

### 2012 à nos jours: HôtelLe Mount Stephen
En 2012, un projet d’hôtel de luxe, l’hôtel Le Mount Stephen, prend forme pour occuper en partie l’ancienne résidence. Ce projet nécessite la construction d’une annexe contemporaine à l’arrière au coût de 25 millions de dollars. Conçue par la firme Lemay / Leclerc Architectes, cette nouvelle annexe de onze étages est pourvue notamment de 80 chambres, de salles de réception et de réunion, d’un spa, d’un jacuzzi, d’un sauna, d’une salle de massage et d’entrainement, d’un restaurant, de boutiques et d’un stationnement intérieur souterrain comptant près de 96 places.
Cette firme d’architectes reçoit la même année un prix d’excellence décerné par le Canadian Architect Awards of Excellence pour la conception de l’édifice de l'hôtel Le Mount Stephen. La construction de cet hôtel débute en 2012 par la destruction des annexes ouest et nord. Son ouverture est alors prévue pour juin 2015.
Le 29 mai 2012, le ministère de la Culture et des Communications du Québec approuve le projet, sans aucune mise en garde relative aux problèmes éventuels de structure advenant la construction d’un gratte-ciel à proximité. D’ailleurs, les plans de l’hôtel sont approuvés par le ministère le 11 avril 2013.

Construction de l’hôtel Le Mount Stephen
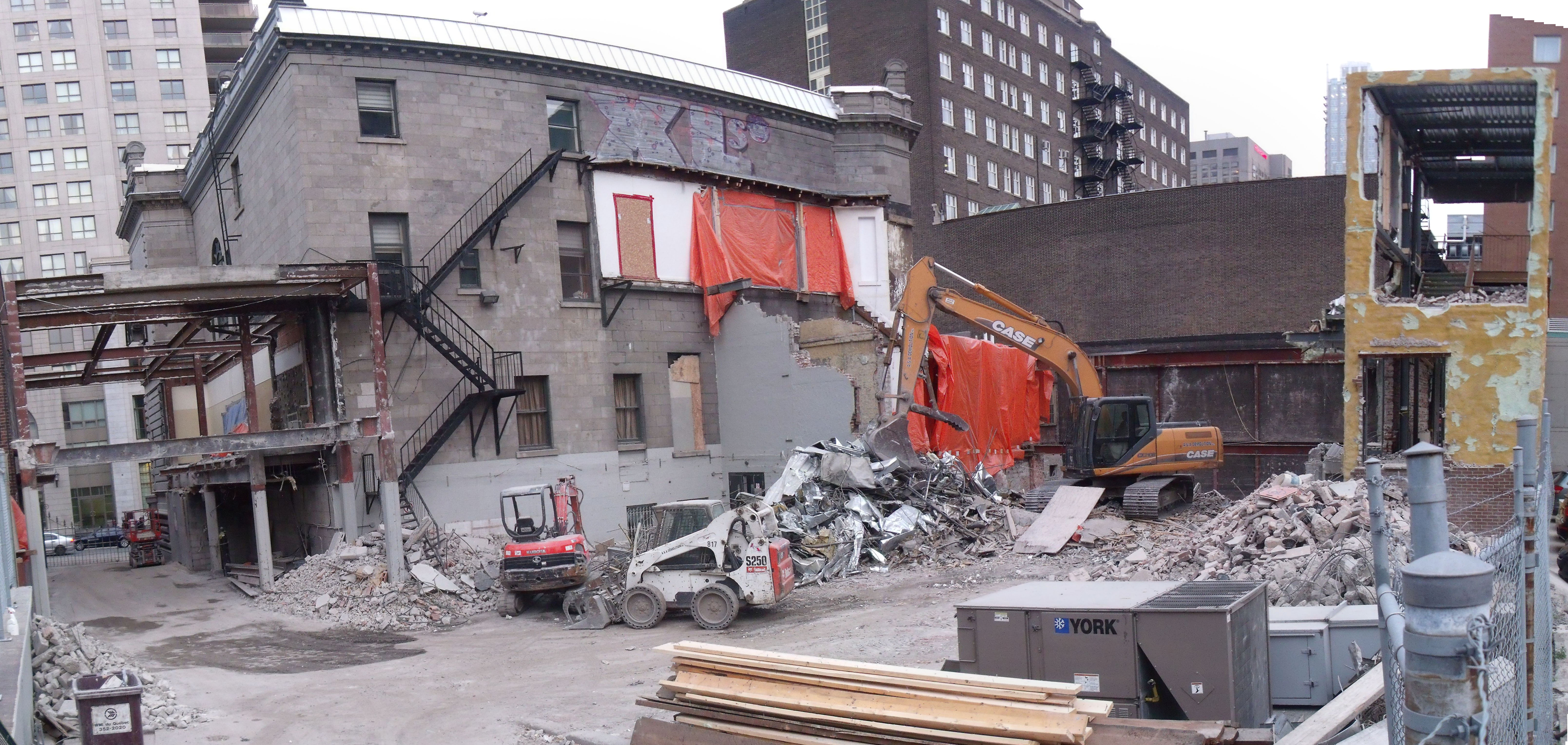
Destructions des annexes (Novembre 2012)
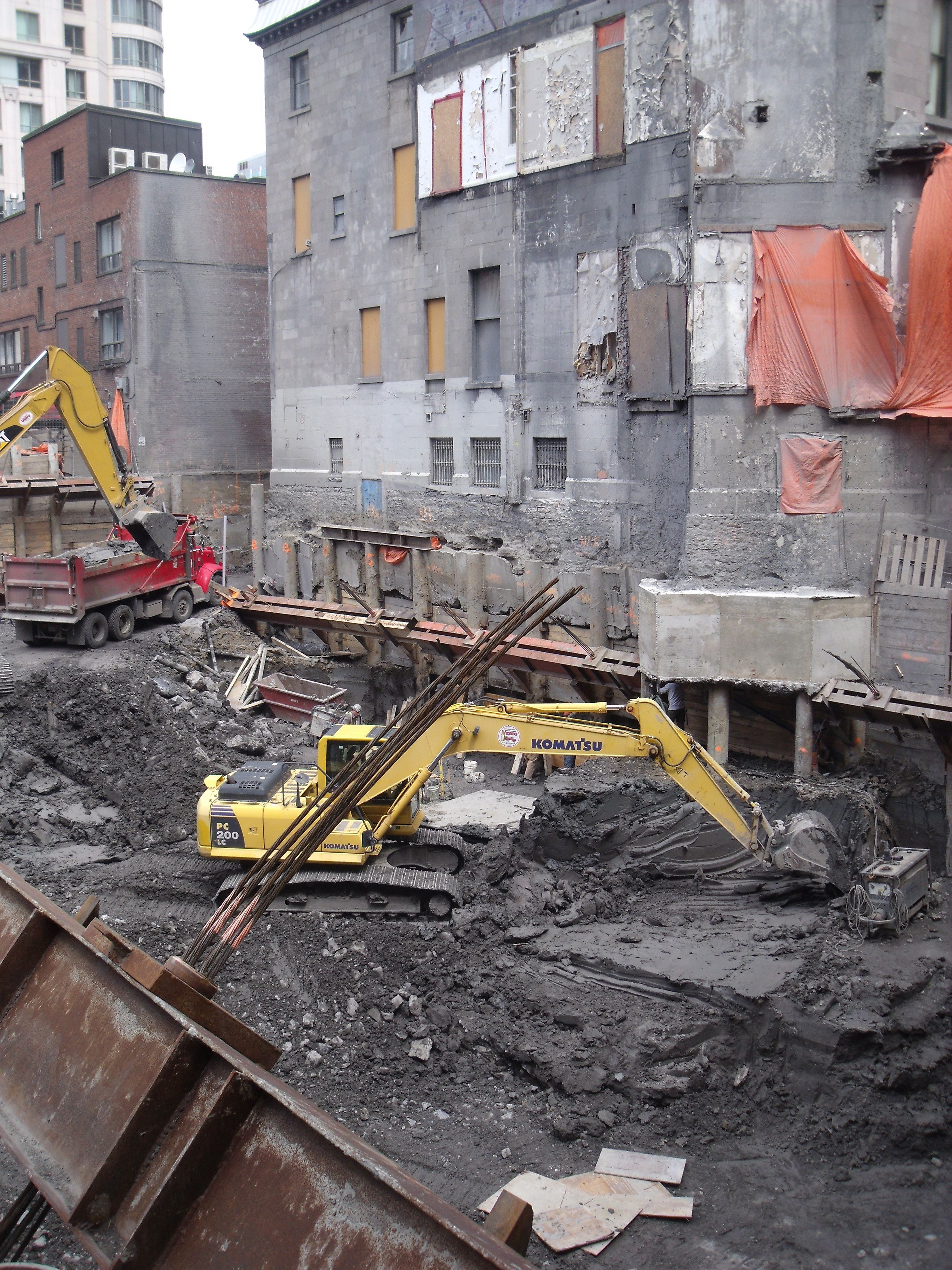
Travaux d’excavation (mai 2013)
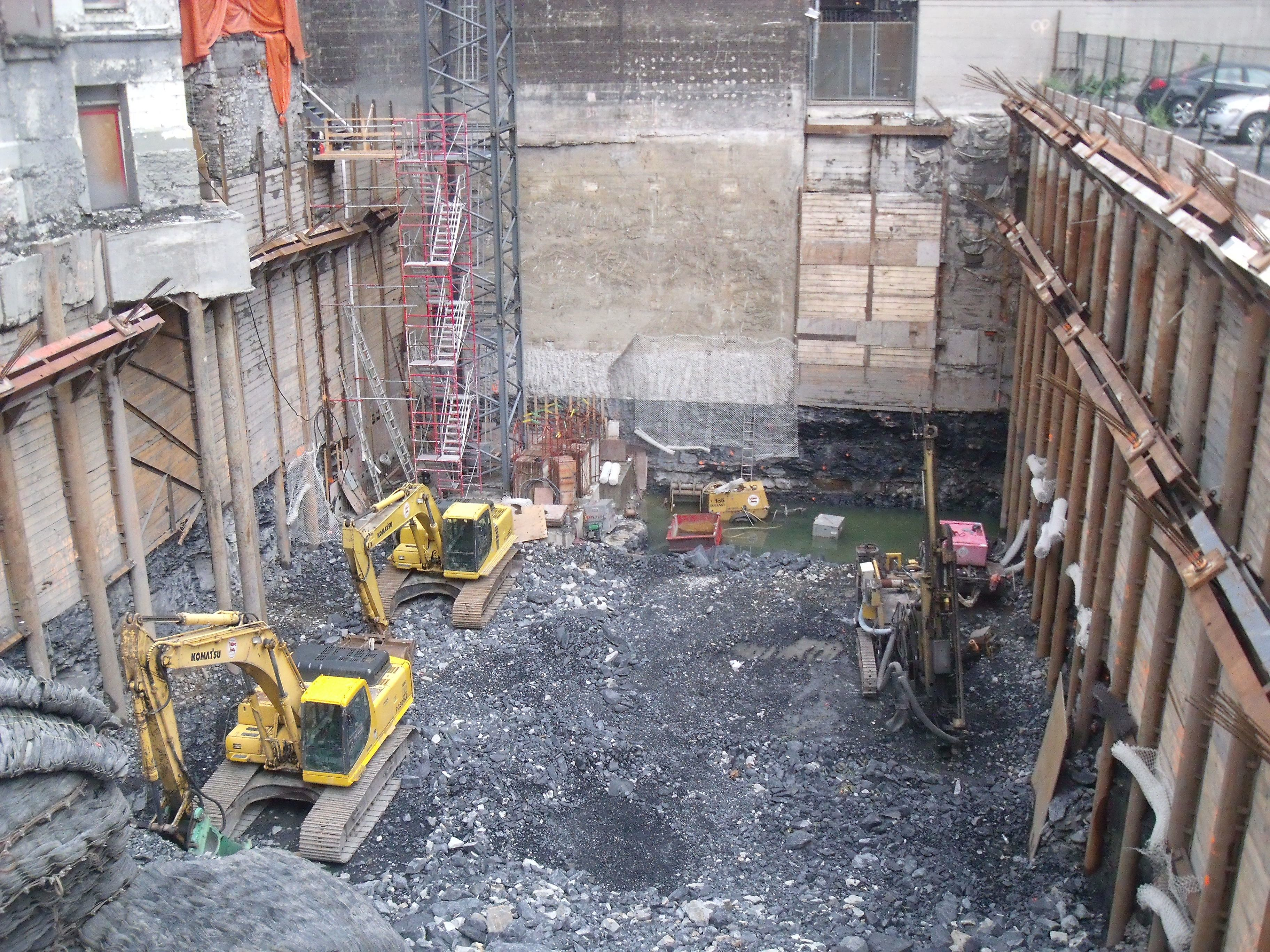
Travaux d’excavation (août 2013)
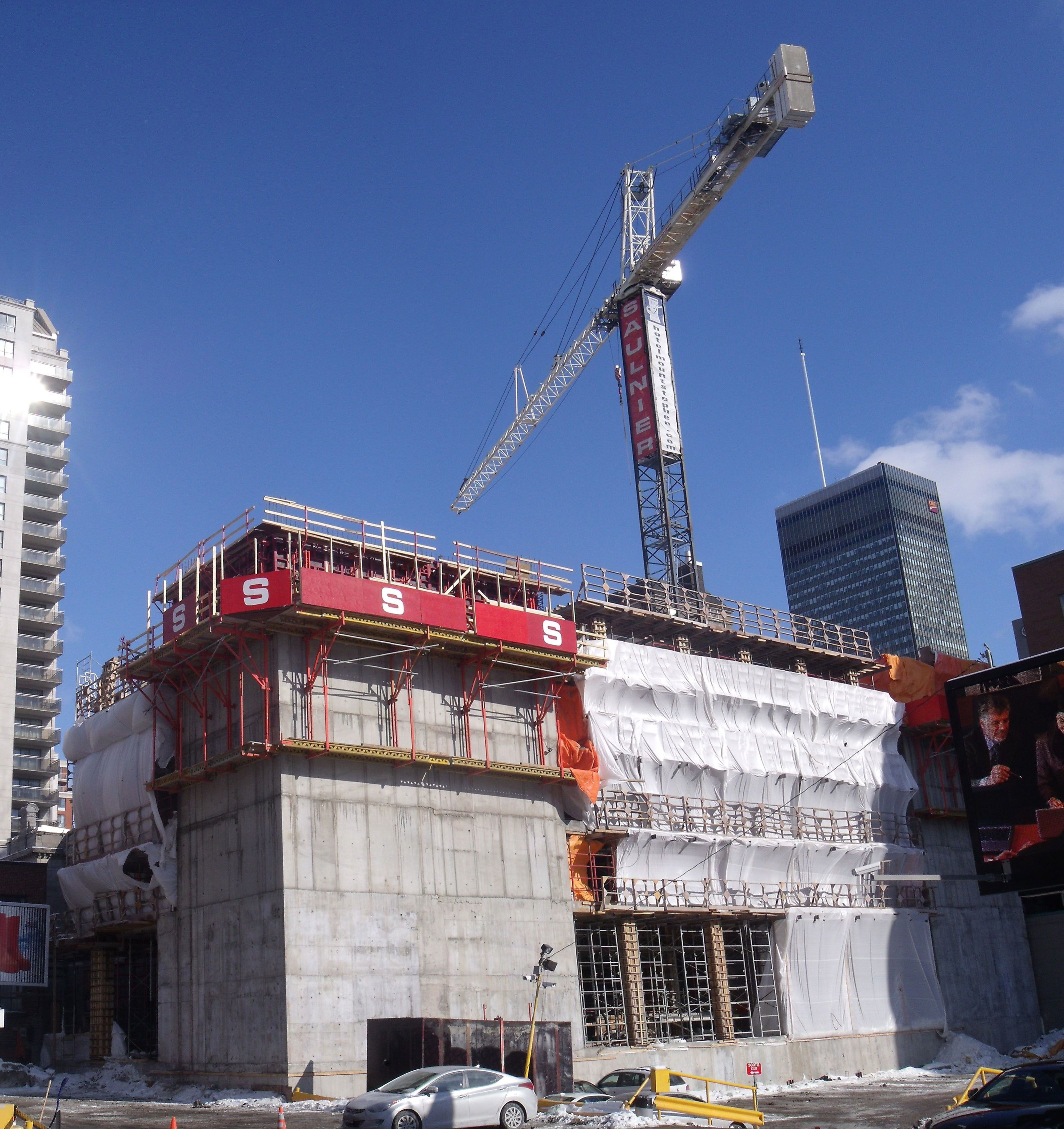
Construction de l'édifice (février 2014)

Le 26 janvier 2016, le quotidien The Montreal Gazette révèle que la maison souffre d’un « important problème de structure » qui s’est développé au cours de la construction de l’hôtel situé à l’arrière. D’ailleurs, plusieurs fissures sont apparues sur les façades Est (façade avant) et Nord, obligeant l’équipe de construction à ériger des poutres de support temporaires afin d’éviter que la façade ne s’écroule. Les dommages sont si « sérieux » que Franz Knoll, un ingénieur civil engagé par l’hôtel, annonce que la façade Est doit être déconstruite pour être reconstruite une fois la structure renforcée.
Selon Pieter Sijpkes de l’Université McGill, des mesures auraient dû être prises dès le départ pour renforcer la structure avant de procéder à l’excavation du stationnement souterrain. Selon lui, Montréal est bâti sur un sol argileux qui s’affaisse lorsqu’il perd son humidité. Ainsi, lorsqu’une équipe de construction excave un site, il y pompe l’eau et, par conséquent, y affecte l’humidité du sol.
De plus, le quotidien révèle que le ministère de la Culture et des Communications du Québec poursuit en justice les propriétaires de la maison pour avoir modifié sans autorisation des éléments architecturaux historiques de l’édifice, tels que la démolition de trois cheminées (construites en 1883), la destruction de la clôture en fer forgé (construite entre 1900 et 1903) ou le recouvrement de pierres de taille par du ciment.
Le 22 mars 2016, The Montreal Gazette révèle qu’aucun inspecteur en bâtiment de l’arrondissement Ville-Marie n’est venu visité la maison George-Stephen durant 15 mois pendant la construction de l’hôtel, c’est-à-dire du 19 août 2014 au 6 novembre 2015.
Le dernier rapport d’inspection produit en novembre 2015 affirme notamment qu’un nouveau mur de béton ainsi que des colonnes de béton ont été installés sans autorisation. De plus, l’inspecteur a été avisé que les propriétaires ont besoin d’installer 16 nouveaux piliers sous les fondations afin de supporter la structure du bâtiment historique.
En décembre 2015, le même inspecteur en bâtiment écrit que lui et un architecte ont inspecté les piliers de fondations ainsi que les nombreuses fissures. Il constate que l’équipe en construction a érigé des poutres de support sur la façade Est. Peu de temps après, la firme spécialisée en structure de bâtiment rend son rapport qui préconise le démantèlement de la façade Est, une solution encore sous étude en mars 2016.
Le 14 avril 2016, The Montreal Gazette révèle que l’arrondissement Ville-Marie a finalement accordé un permis qui autorise le démantèlement et la reconstruction de la façade Est. Cette opération dure 8 mois, d’avril à novembre 2016. Sur cette partie de la façade, la structure, à l’origine composée de briques rouges, est notamment remplacée par des blocs de béton. Afin de dissimuler la structure de béton armé qui soutient la maison, on rajoute sur la portion Nord de la façade Est des pierres bossagées.
Le 3 mai 2016, The Montreal Gazette révèle que le ministère de la Culture et des Communications du Québec connaissait depuis plus de 15 ans les risques de problèmes de structure du bâtiment historique dans l’éventualité de la construction d’un gratte-ciel à proximité, selon des documents obtenus par la loi d’accès à l’information. De plus, ces mêmes documents révèlent que cela a pris trois semaines aux fonctionnaires du ministère pour assurer le suivi d’une plainte d’un citoyen sur la destruction d’éléments d’architecture historiques du bâtiment.
Encore, le quotidien révèle que ce n’est pas que la façade qui doit être démantelée, mais aussi, à l’intérieur de la résidence, les parquets, lambris et même les plafonds à caissons, qui, eux aussi, ont « souffert de dommages importants ».

Problèmes de structure : démantèlement et réassemblage de la façade
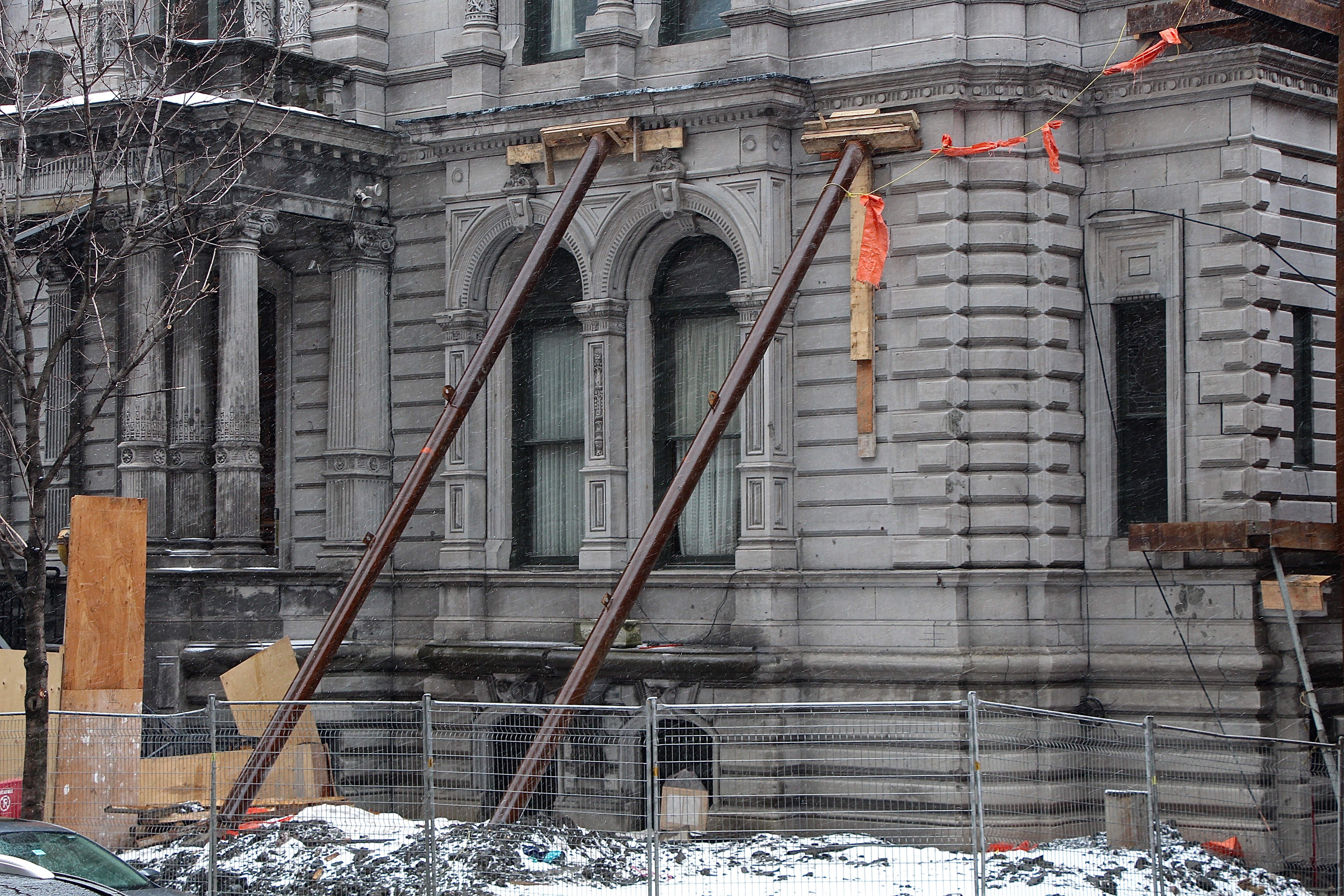
Poutres de support (janvier 2016)
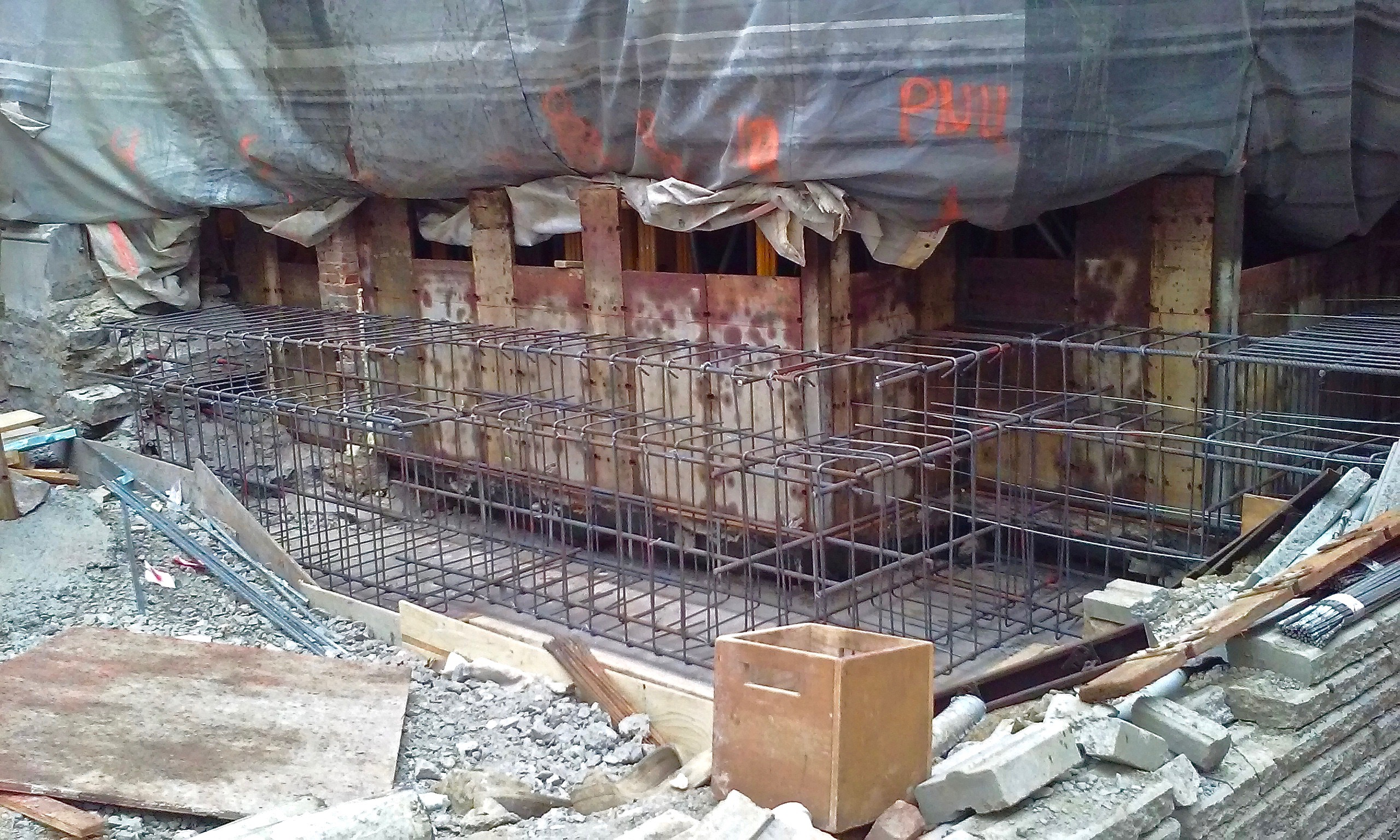
Structure de béton armé en construction (juillet 2016)
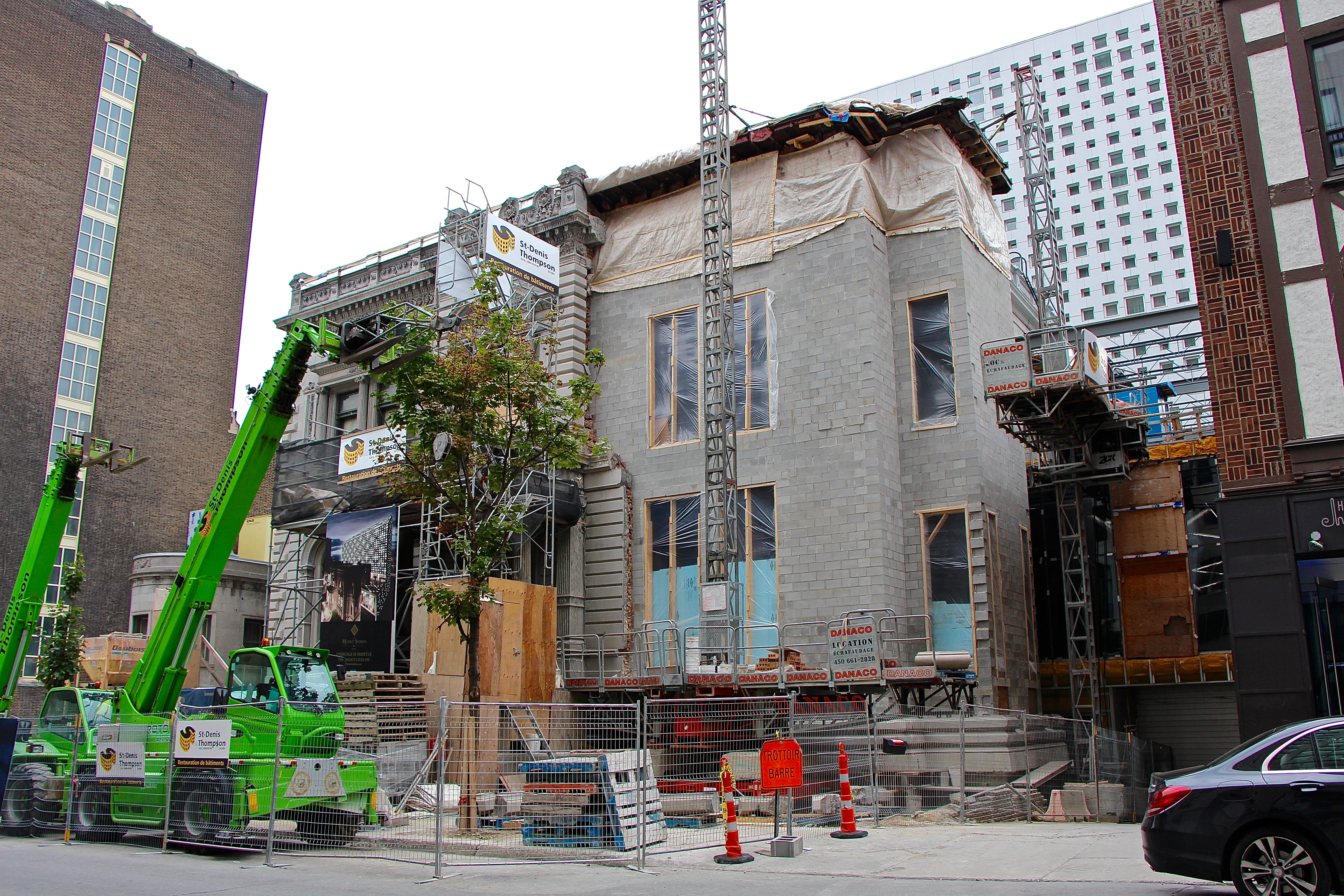
Nouvelle structure composée de blocs de béton (août 2016)
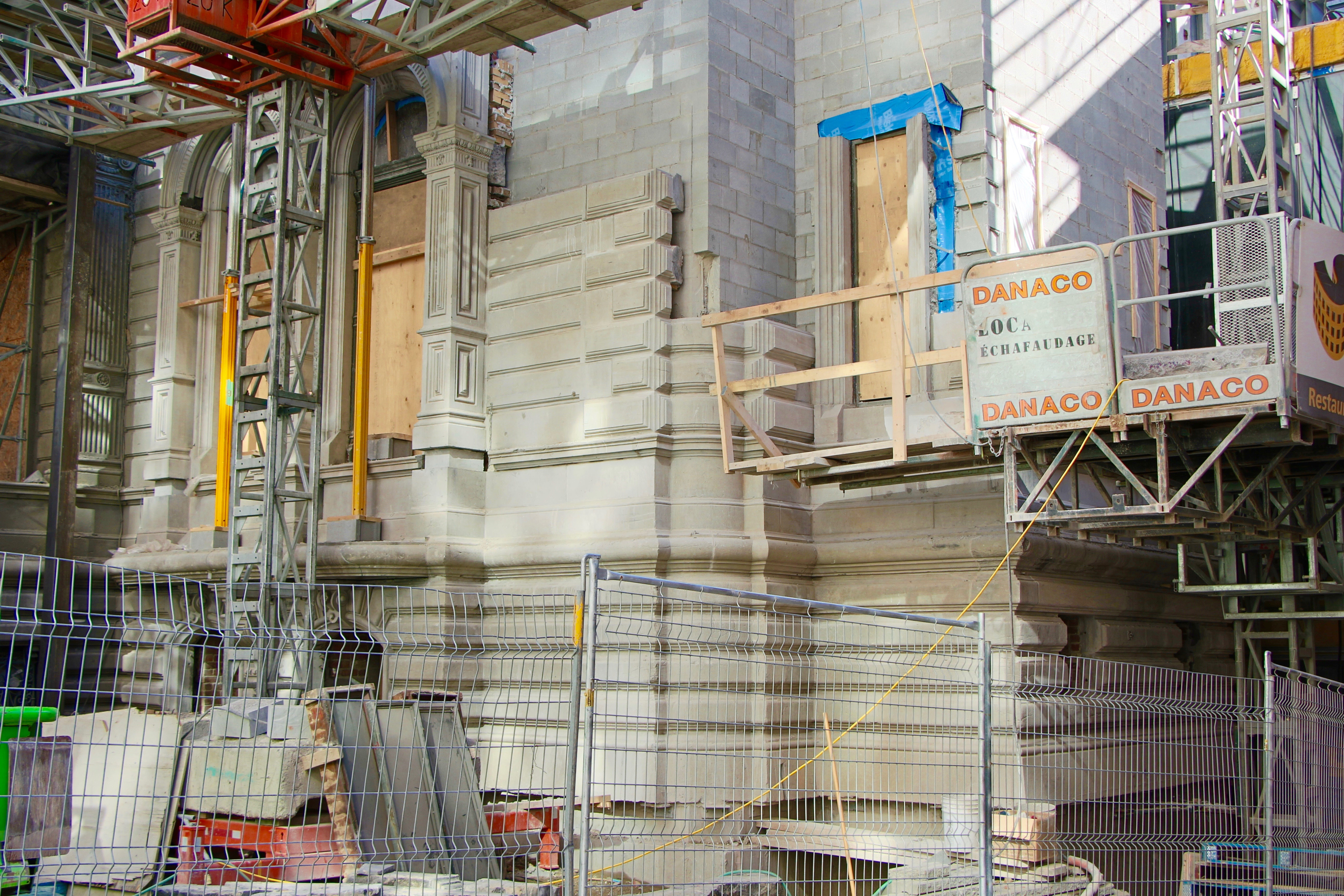
Réassemblage de la façade (septembre 2016)

Le 1er mai 2017, l'hôtel Le Mount Stephen, occupant en partie la maison George-Stephen, ouvre officiellement au public.

## Maison
Le domaine de la maison George-Stephen est d’une superficie d’environ 2 206 m2. Il est délimité par une clôture en fer forgé à l’est, par le Drummond Medical Building au sud, par des édifices commerciaux de style néo-Tudor au nord (1448 Rue Drummond/1230 Boulevard de Maisonneuve Ouest) et par un stationnement à l’ouest.
À l’origine, cette résidence faisait partie d’un vaste domaine qui comprenait la maison, une serre, des écuries et un grand parc ou jardin.

### Extérieur

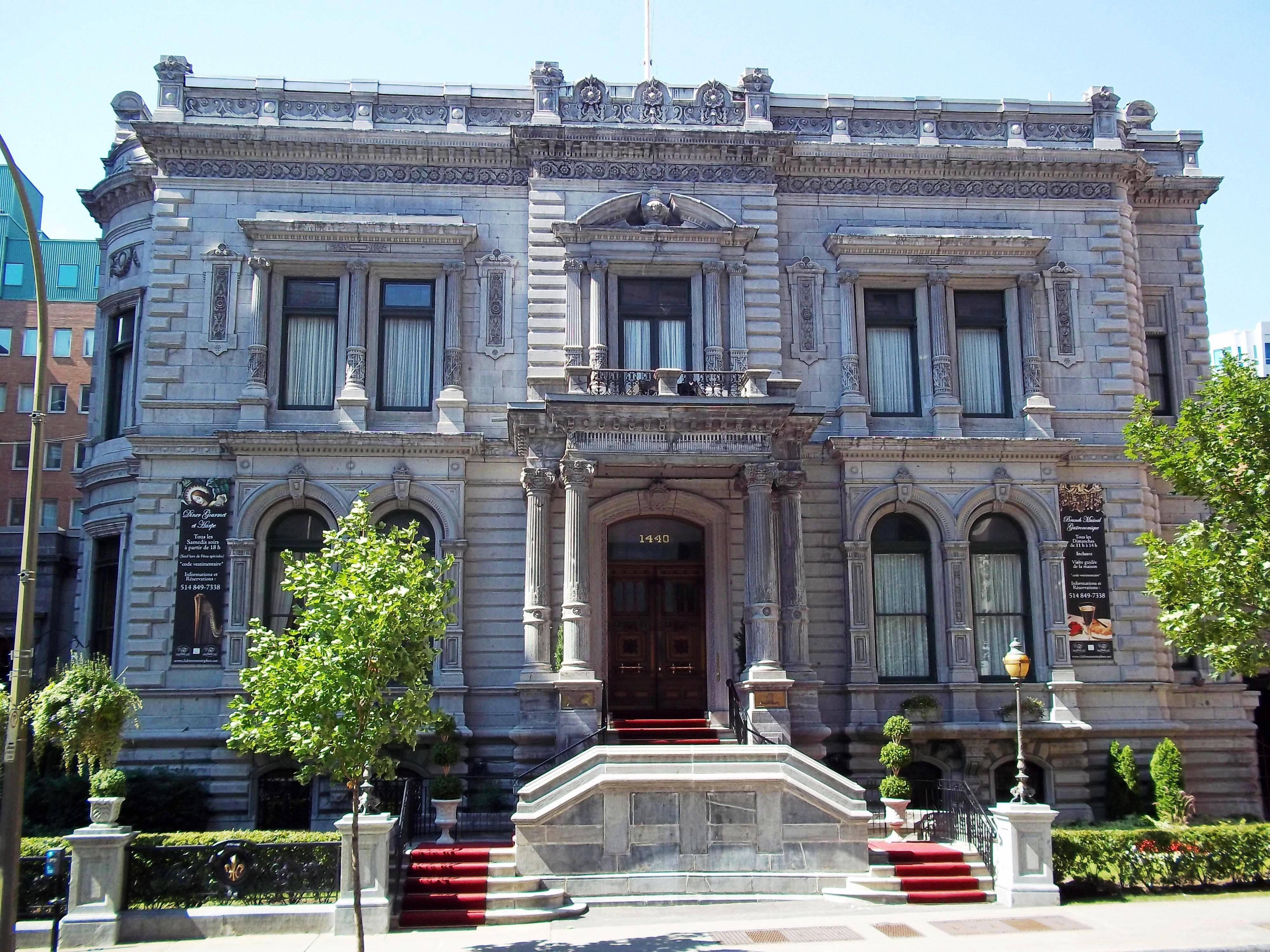
Maison George-Stephen (2011)

La maison George-Stephen est un des rares témoignages du style victorien d’inspiration italienne de transition. Elle réunit les styles de la renaissance italienne, du baroque italien et du baroque anglais du XVIIe siècle.
L’ancienne résidence est composée d’un corps principal de forme rectangulaire à quatre étages, incluant le sous-sol et l’étage d’attique. La façade avant, composée de pierres en calcaire gris de Montréal,, présente un ressaut central qui divise le décor sculpté en deux, l’un étant le miroir de l’autre. Cette façade est en premier lieu caractérisée par cet escalier à deux volées (flanqués de deux lampadaires) qui se rejoignent au pied de la troisième volée qui, elle, mène à l’étage noble. Cet escalier, reconstruit en 1937 sur de nouvelles fondations, ne comporte plus à la jonction des deux premières volées le petit balcon supporté par trois élégantes consoles décorées de fleurs qui est supprimé,. L’escalier mène à l’entrée d’apparat qui est encadrée d'un porche à colonnes et pilastres. Les chapiteaux d’ordre ionique de ces colonnes sont couronnés d’un abaque mouluré supporté par quatre petits enroulements et présentant en son centre une fleur. Leurs échines sont agrémentées d’oves et dards, de perles et pirouettes. Les volutes, ornées de feuilles, sont liées par des guirlandes.
La porte d’entrée à double battant de treize centimètres de largeur est en acajou de Cuba et ses poignées sont plaquées d’or vingt-deux carats,. Elle est surmontée d'une imposte vitrée et d'un arc surbaissé. Cet arc à clé de voute, représentée par un écusson vide, est orné d’une moulure d’entrelacs.

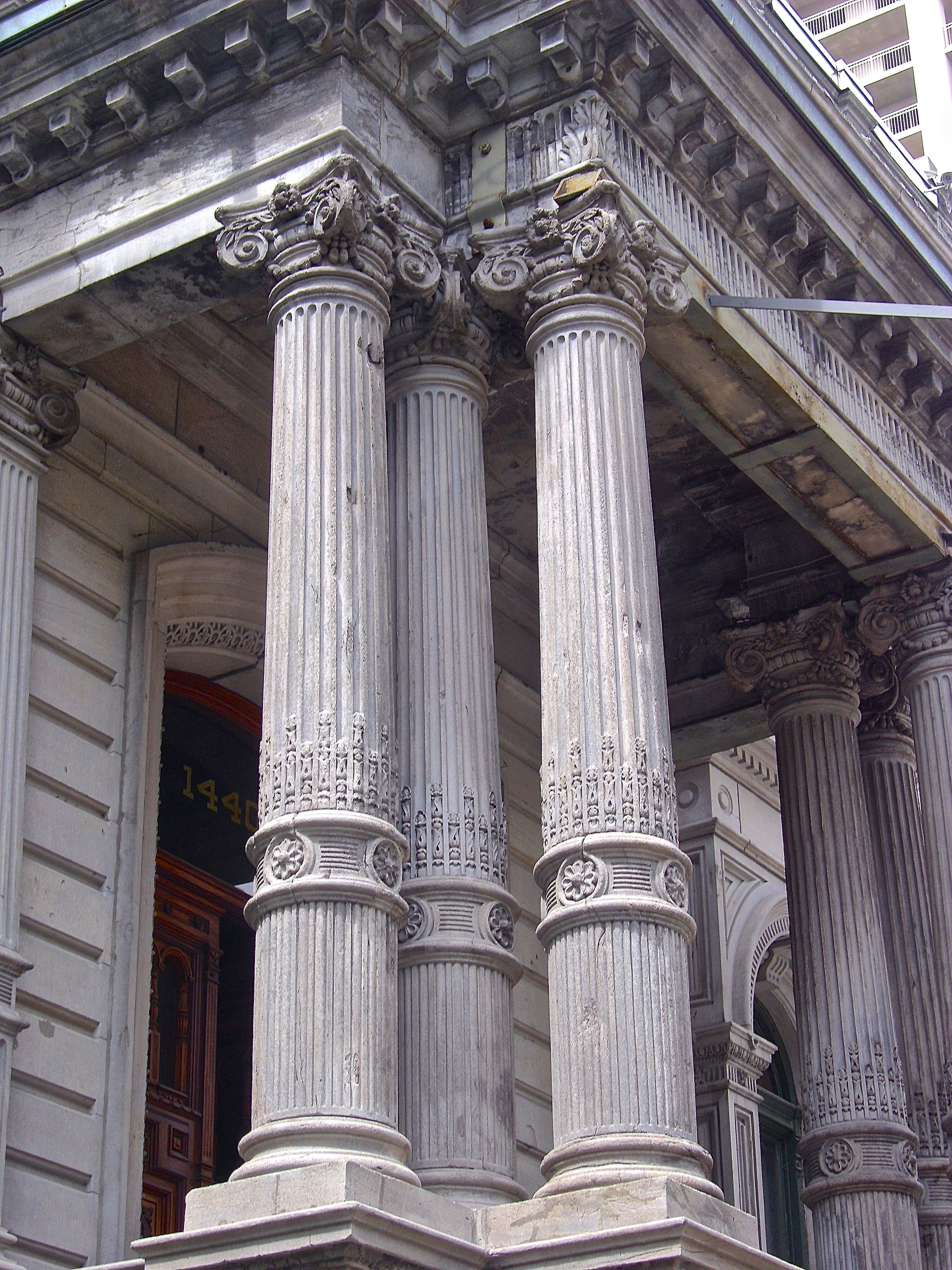
Détail des colonnes (2013)

Le porche est ensuite surmonté d'un balcon entouré d’une balustrade en fer forgé soutenue par des piliers en pierre . La porte-fenêtre du second étage donnant accès au balcon est à double battant et est prolongée d’une imposte rectangulaire. De chaque côté de cette porte-fenêtre, se trouve successivement une paire de colonnes puis de pilastres d’ordre ionique. Leurs chapiteaux sont couronnés d’un abaque mouluré supporté par quatre petits enroulements et présentant en son centre une feuille d’acanthe. Leurs échines sont agrémentées d’oves et dards, de perles et pirouettes. Les volutes, agrémentées de feuilles d’acanthe, sont ornées d’une chute de grappes de raisin ou de baie. La base des colonnes et pilastres semble être décorée par des branches de gui. Ces colonnes supportent une architrave surmontée d’une frise dominée par une moulure d’oves et dards qui soutient un fronton à arc surbaissé interrompu ou brisé en son centre et où se trouve une urne,.
Les fenêtres du sous-sol, de l’étage noble et du second étage de la façade ont été jumelées et sont disposées symétriquement de part et d’autre du ressaut.
Au sous-sol, les fenêtres sont percées dans le socle de pierres à chanfrein. Ces fenêtres sont protégées par des grilles en fer forgé. Elles sont également séparées des fenêtres du premier étage par une tablette supportée par trois consoles de tailles irrégulières où étaient disposés autrefois des pots de fleurs ou de plantes qui étaient protégés par une rampe en fer forgé.

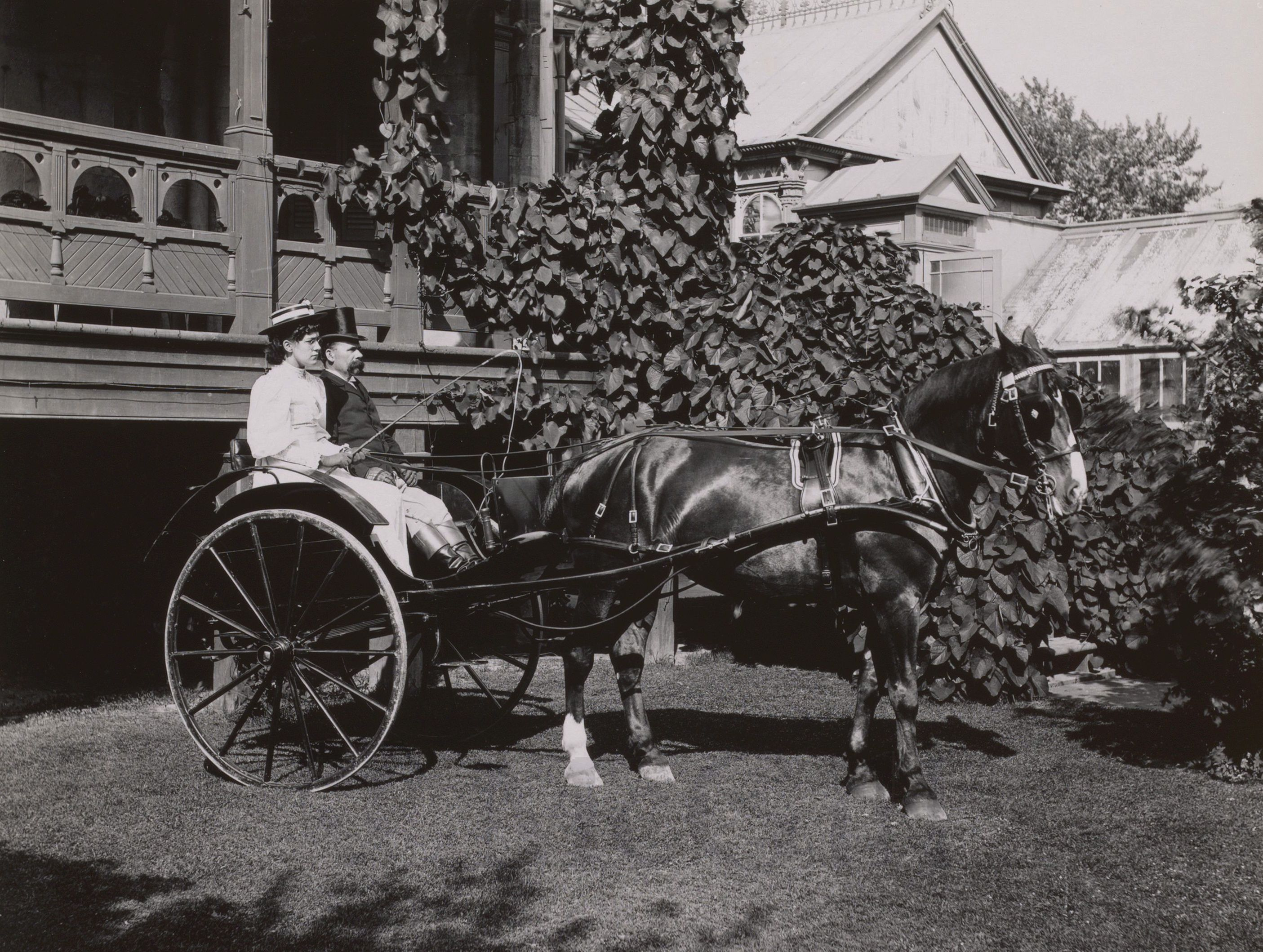
Détail du porche à gauche

À l’étage noble, les fenêtres sont entourées de pilastres d’ordre dorique romain qui sont agrémentés d’éléments sculptés de la renaissance italienne. Ces derniers supportent leur arc en plein cintre qui épouse la forme des fenêtres et qui présente en son centre une fausse clé de voute. Ces arcs supportent une frise dominée par une corniche à modillons qui supporte les colonnes d’ordre ionique qui entourent les fenêtres du second étage.
Au second étage, les colonnes bordant les fenêtres présentent le même décor que celles entourant la porte-fenêtre donnant accès au balcon. Elles supportent une frise dominée par une corniche à modillons. Elles entourent cependant des fenêtres prolongées d’une imposte rectangulaire, contrairement à celles du premier étage.
La façade avant présente au niveau du sous-sol et de l’étage noble un mur de pierres à chanfrein alors qu’elle présente un mur de pierres de taille au second étage. Le mur de la façade avant est de plus souligné par des chaînes d'angle de pierre de chanfrein à l’étage noble et au second étage. La façade est finalement couronnée d’une frise de fleurs puis d’une succession de corniches à modillons qui supportent un parapet en pierre orné d’éléments décoratifs qui dissimule le toit en terrasse.
Quant au mur sud, il présente en premier lieu un oriel circulaire s’érigeant sur toute la hauteur de la résidence. On remarque également au sud-ouest du mur la présence d’une tourelle. Cette tourelle et l’oriel encadrent ensemble une partie centrale rythmée d’une paire de fenêtres rectangulaires prolongées d’une imposte. Cette façade présente un décor beaucoup moins chargé que celle à l’avant. À l’étage noble, une ouverture donne accès à l’ancienne serre qui a été entièrement murée en 1927. D’ailleurs, un escalier droit est installé la même année permettant d’accéder à l’aile sud directement depuis la rue Drummond. Une partie de la clôture avant n’existe plus de nos jours afin de pouvoir y avoir accès.
Les façades nord et ouest sont, quant à elles, totalement dénuées d’ornementation. Toutefois, un porche s'élevait autrefois sur deux étages à l'arrière, sur le mur ouest. Contrairement aux façades nord, sud et est, la corniche à modillons ne supporte à l’ouest aucun parapet. Les fenêtres étaient à l’origine couvertes de persiennes durant l’été.
Située au-devant de l’édifice et bordant la rue Drummond, la clôture en fer forgé est ornée notamment de dragons, de fleurs diverses et d’une fleur de lys. Elle est soutenue par des piliers en pierre.

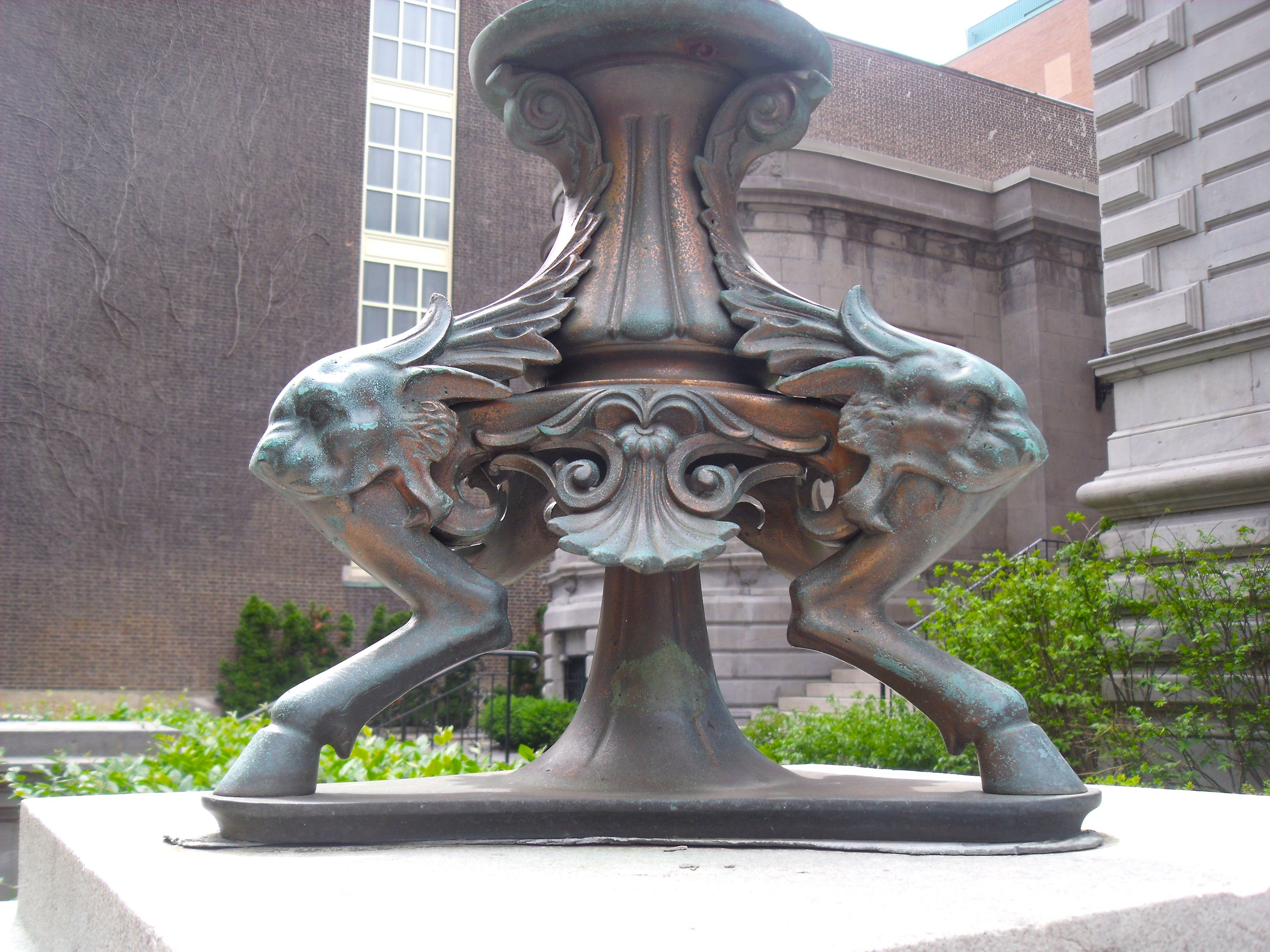
Détail du lampadaire (2013)
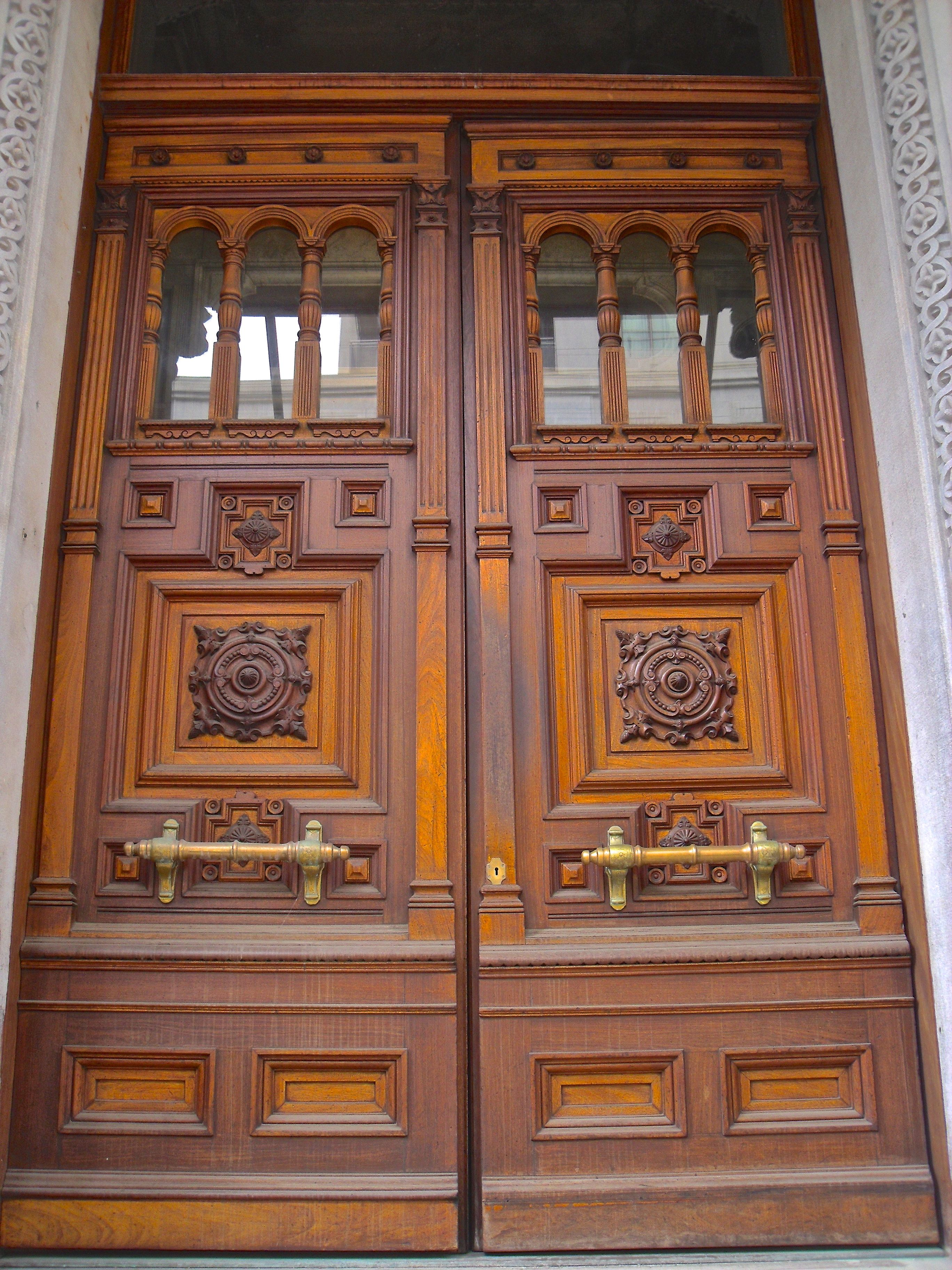
Porte centrale à double battant en acajou de Cuba (2013)
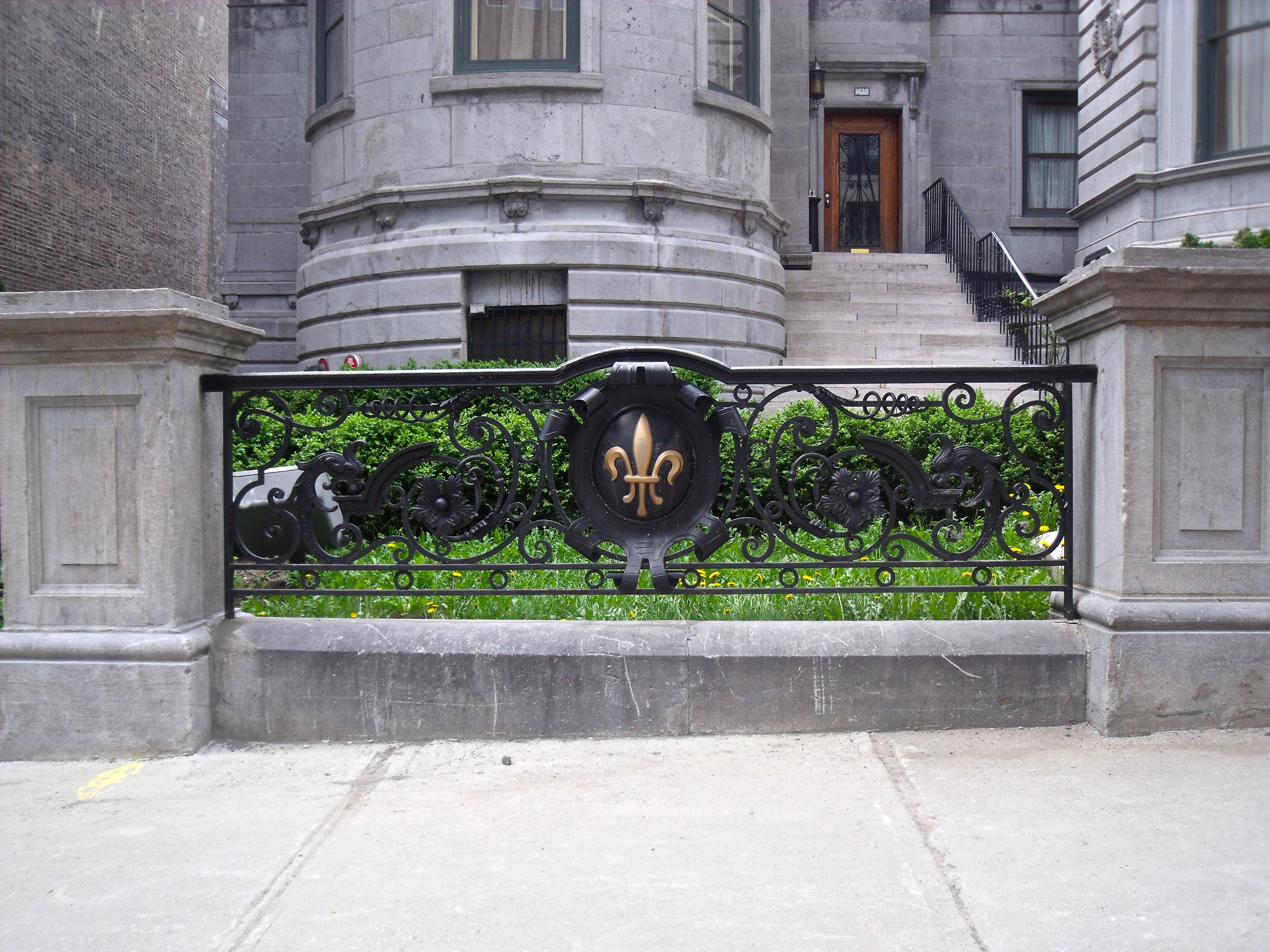
Clôture en fer forgé (2013)
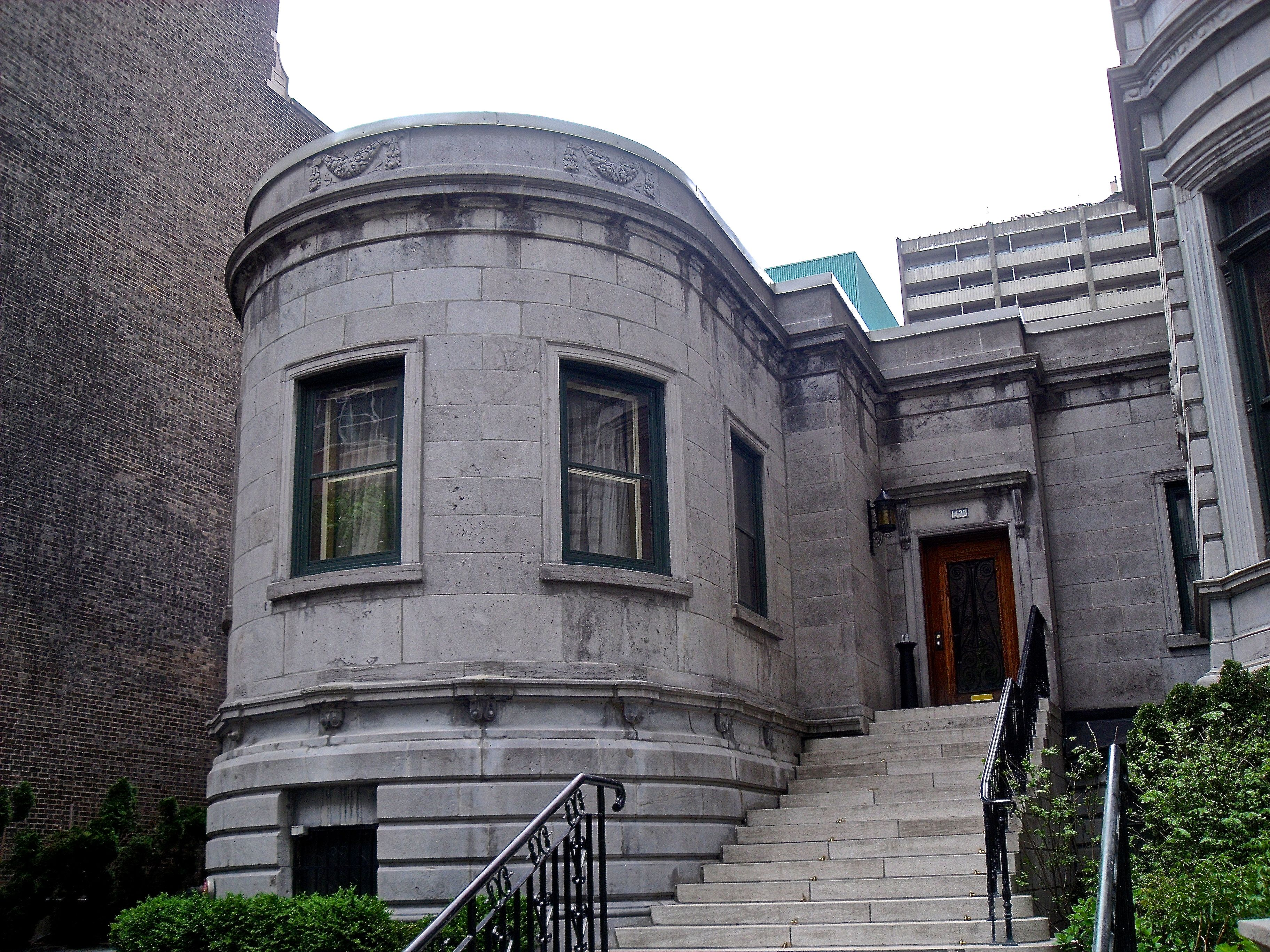
L’ancien salon privé pour dames du club, auparavant la serre (2013)
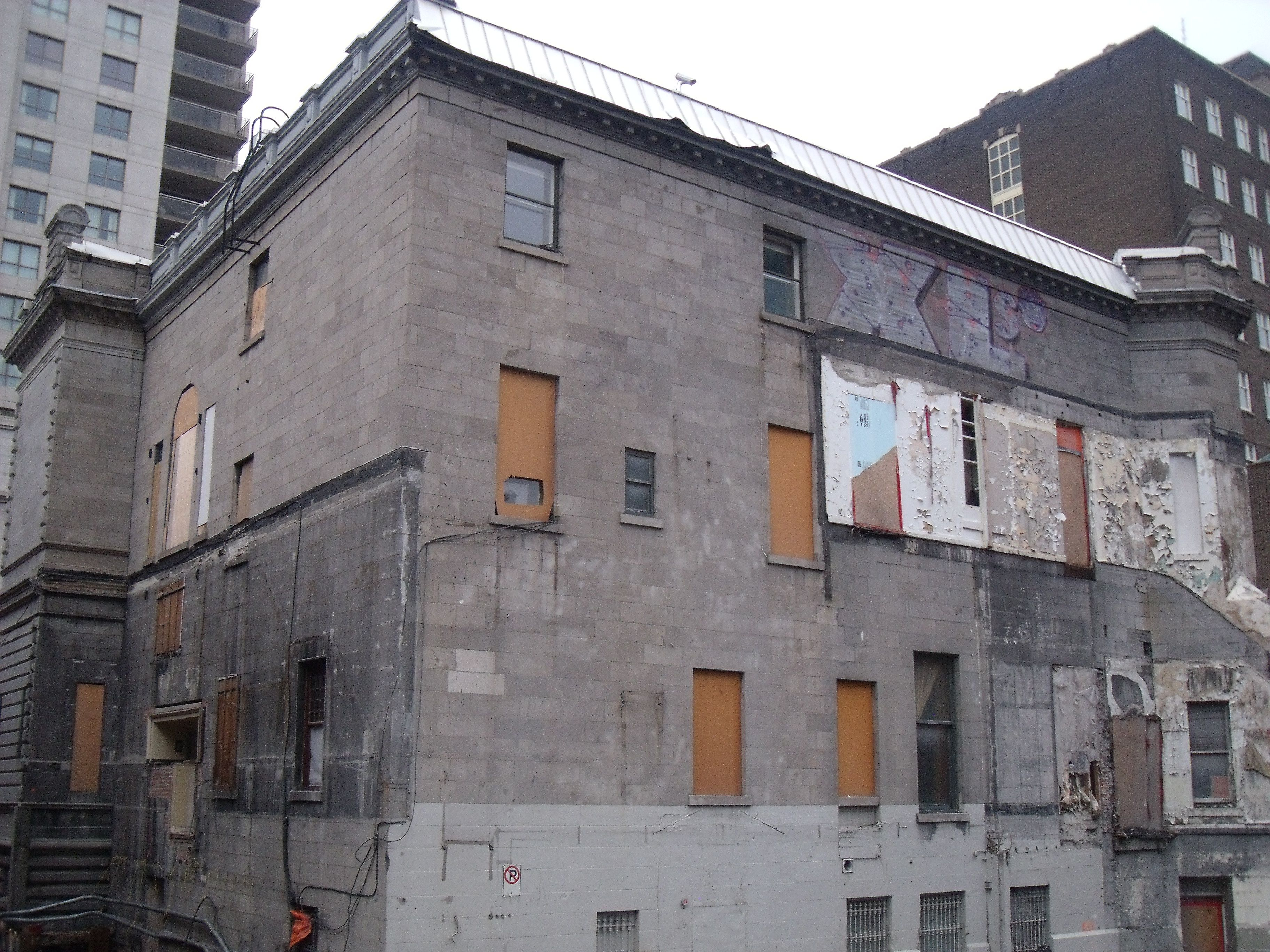
Les murs nord (à gauche) et ouest (à droite) (2013)

### Intérieur
L’intérieur de la résidence occupe une superficie de 2 555 m2. La maison est conçue de manière à remplir une de ses fonctions principales, soit d’accueillir de grandes réceptions mondaines et de recevoir des invités de marque. Des salles de réception aux dimensions parfois impressionnantes sont donc construites à cet effet, notamment le hall d’entrée, le grand salon et la salle à manger.

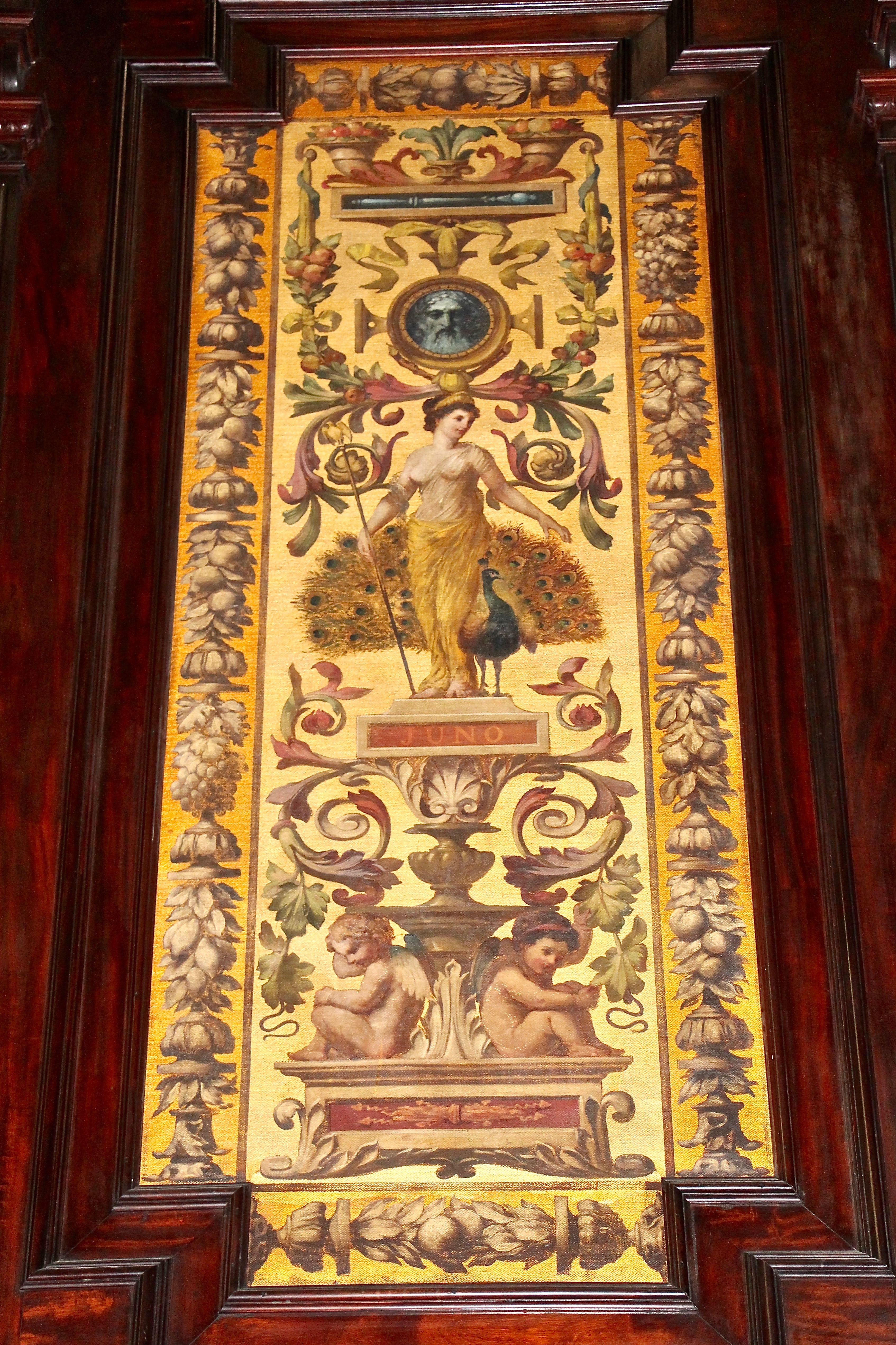
Tapisserie tissée de fils de Raphia doré à la feuille illustrant la déesse Junon

L’intérieur de la maison George-Stephen présente l’un des plus somptueux décors du XIXe siècle au Québec. Son état de conservation « est remarquable tant en ce qui concerne l'intégrité des pièces que le décor ». George Stephen n’a pas hésité lors de la construction à faire venir des équipes d’artistes d’Europe pour dessiner et exécuter la décoration intérieure de la résidence.
L’architecte, William Tutin Thomas, n’hésita pas à employer parmi les plus riches et les plus rares matériaux pour constituer le décor. Il utilisa l’acajou cubain, le chêne de Burley, l’érable, le pin, le noyer anglais et français, le bois de cerisier, le bois de satin de Ceylan ainsi que l’onyx mexicain, le marbre importé d’Italie et de Vienne et l’or,. L'escalier à deux volées est en acajou cubain. Certains panneaux de chêne des murs ont été traités de façon à laisser croire à de l’érable ou de l’acajou.
Aussi, la résidence ne compte pas moins de dix foyers. Les manteaux des foyers sont composés d'onyx, de marbre, de tuiles peintes à la main et de bois rares. Dans le grand salon, le foyer d’onyx blanc italien a été, avant son installation, exposé à l’exposition universelle de Chicago en 1893.
Les plafonds des salles d’apparat sont tous à caissons de formes irrégulières. Les lampes, plafonniers, poignées de porte, pentures et grilles de radiateur sont plaqués d'or vingt-deux carats,. L’imposant chandelier en bronze à l’étage a été offert au club Mount Stephen par Stephen Vaughan, ancien vice-consul américain à Berlin lors de la Seconde Guerre mondiale. Les planchers de la maison sont en chêne décorés d’ornementations en noyer. Ils étaient autrefois recouverts de riches tapis. Certains seuils des fenêtres sont par contre en marbre gris.
Les fenêtres de plusieurs des pièces d’apparat sont agrémentées de vitraux qui illustrent des thèmes mythologiques. Certains de ces vitraux sont de vrais œuvres d’art, notamment ceux du grand hall qui sont d’origine autrichienne datant du début du XVIIe siècle. Ceux installés dans la porte à double battant et ses panneaux latéraux, qui séparent le vestibule du grand hall, illustreraient possiblement des scènes provenant de quatre pièces de théâtre de William Shakespeare. Dans ces vitraux, y sont notamment représentées les figures de l'hiver et de l'été couronnées de la devise «True friendship’s laws are by this rule exprest, Welcome the coming, speed the parting guest ». Dans l’antichambre ou salle de lecture, les deux vitraux illustrent les muses de la musique et de la poésie ainsi que de la comédie et de la tragédie. Les vitraux du plafond de la cage d’escalier présentent les points cardinaux et les signes du zodiaque.
Des tapisseries sont également intégrées dans le décor de la résidence. Dans la cage d’escalier, une série de tapisseries tissées de fils de Raphia doré à la feuille illustre les personnages de la mythologie romaine de Vénus, Cupidon, Junon, Minerve et Vulcain,.

#### Sous-sol
À l’origine, le sous-sol comptait notamment ses pièces,: une cuisine, un garde-manger (anglais : Larder), une salle réfrigérée (Butter room), une arrière-cuisine (Scullery), une salle des gens (Servant’s Hall), une buanderie (Laundry room), une cave à vin, des entrepôts divers (dont une salle à charbon sous la serre), une salle de bain, plusieurs chambres à coucher pour domestiques, une cage d'escalier et un couloir. Une pièce était également occupée par le système de chauffage de la résidence.

#### Rez-de-chaussée
À l’origine, l’étage noble ou rez-de-chaussée comptait notamment ses pièces,, : un vestibule, un hall d’entrée, un escalier monumental, un cabinet de travail ou bibliothèque (Private Study), une antichambre ou salle de lecture (Waiting Room), une salle du petit déjeuner (Breakfast room), une salle à manger, un grand salon (Drawing room) et une serre contenant notamment une fontaine.

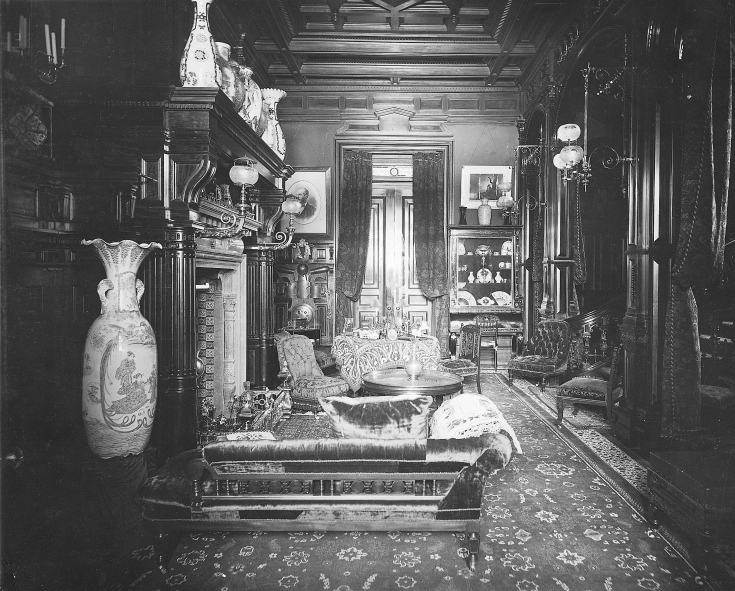
Le grand hall (1884)
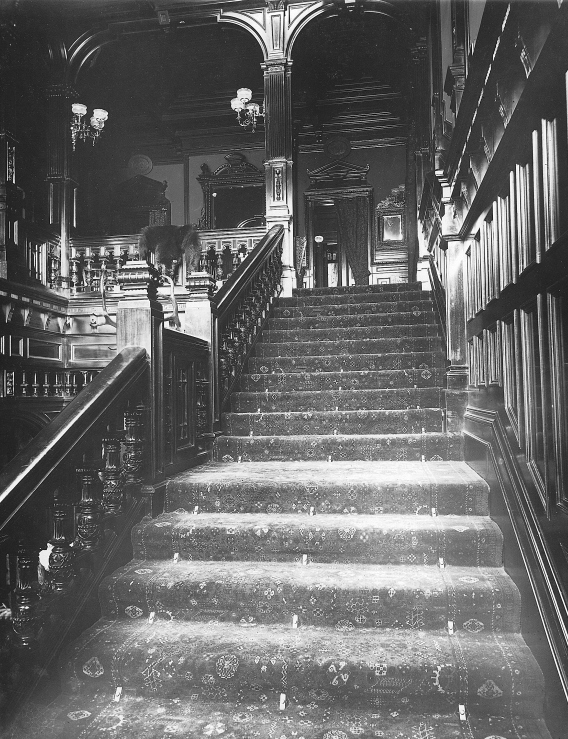
L’escalier principal (1884)
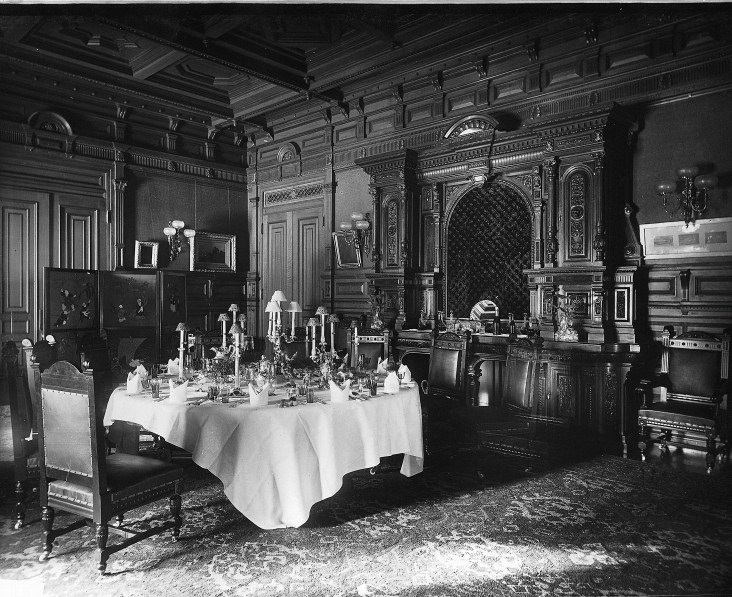
La salle à manger (1884)
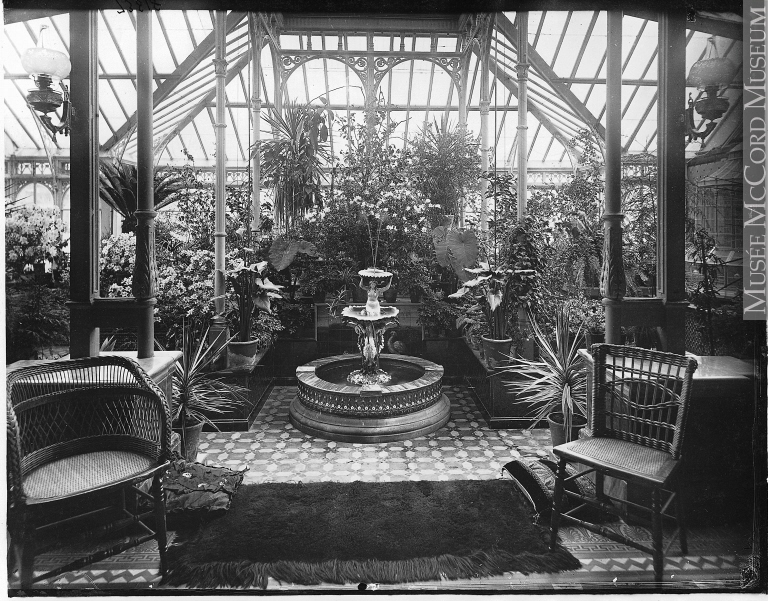
La serre (1884)
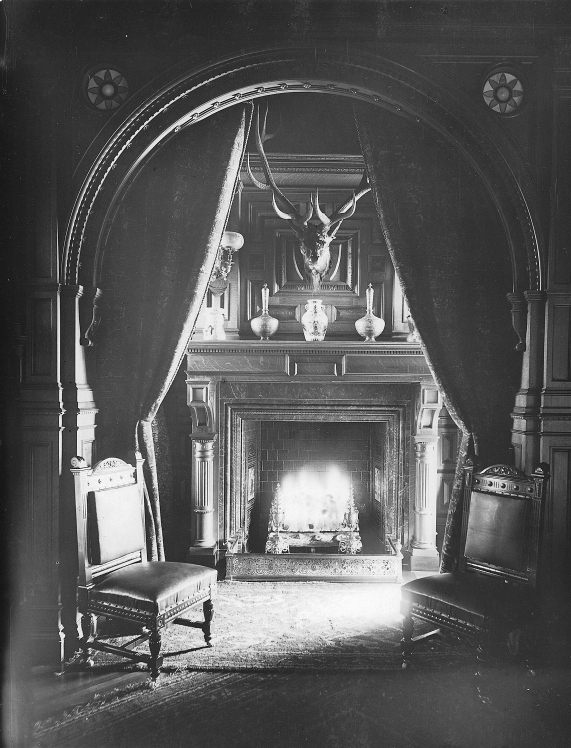
Le foyer (1884)
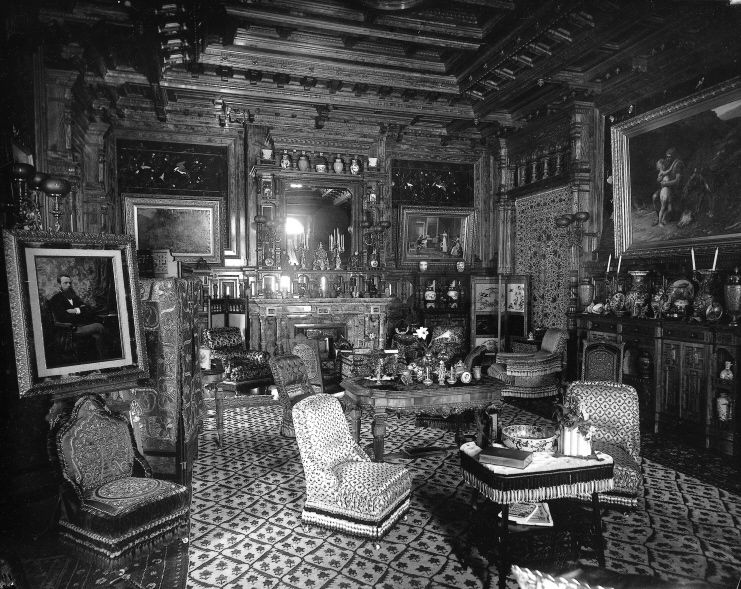
Le grand salon (1884)

#### Étage
À l’origine, l’étage noble ou rez-de-chaussée comptait notamment ses pièces : un escalier monumental, un escalier de service menant à l’attique, un couloir, une chambre principale (Master Bedroom), deux cabinets de toilette adjacents à la chambre principale (Dressing room), un boudoir (Sitting room), une chambre d’ami, un cabinet de toilette adjacent à chambre d’ami (Dressing room), un couloir menant à la cage d’escalier et une possible salle de bain.

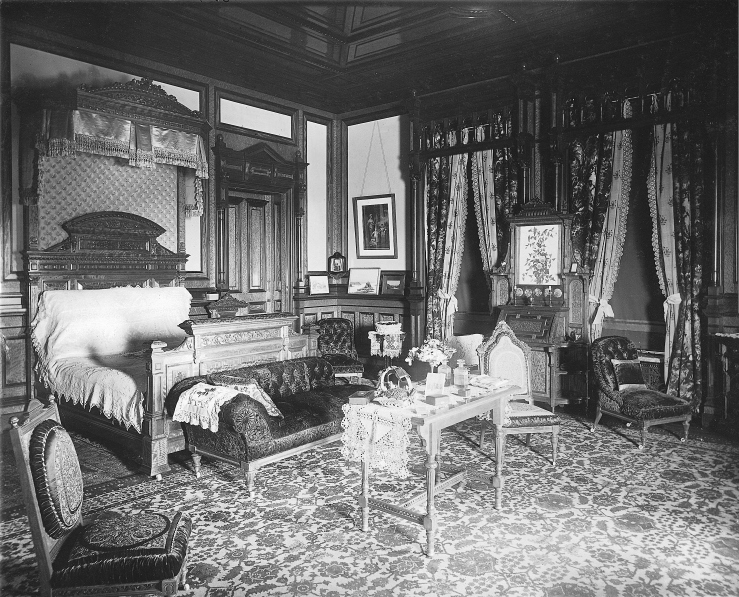
La chambre principale (1884)
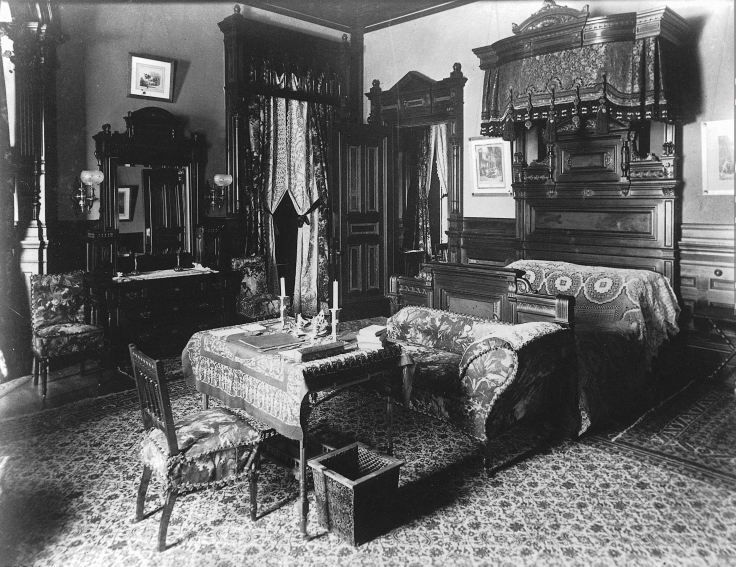
La chambre d’ami (1884)
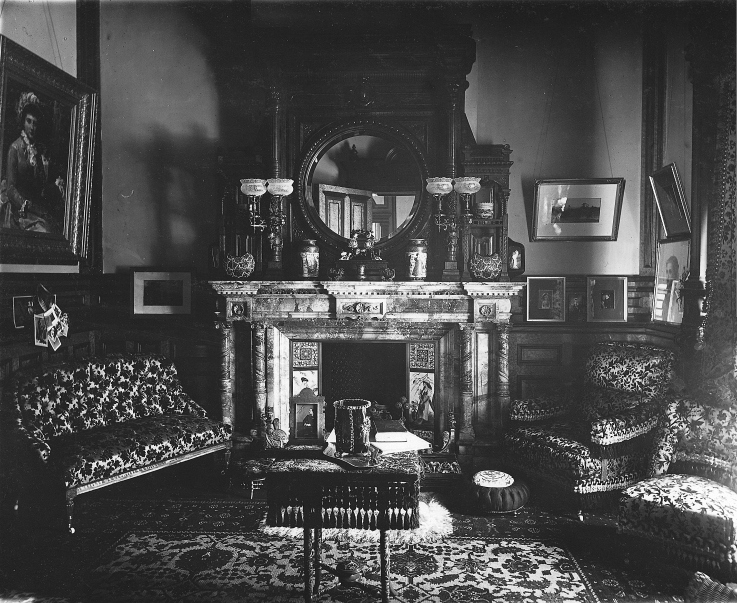
Le boudoir (1884)

#### Attique
À l’origine, l’étage d’attique comptait notamment ses pièces,: une salle des majordomes (Butlers room), une salle des gouvernantes (Housekeepers room), des salles réservées aux domestiques de classes supérieures, un office (pantry), un hall (lobby) contenant le panneau électrique d'appel des domestiques (via des sonnettes électriques disposées dans toutes les pièces principales de la maison) et un escalier de service menant de l’étage à l’attique.

## Parc ou jardin
Le vaste parc ou jardin de la maison George-Stephen était destiné à l’époque à mettre en valeur la résidence. Il s’étendait autrefois jusqu’à la rue de la Montagne à l’ouest et jusqu’à la ruelle au sud. Le jardin était aménagé à l’anglaise où de petites allées sinueuses s’ouvraient sur des points de vue « pittoresque ». Le parc était autrefois planté essentiellement de grands arbres feuillus qui cachaient le promeneur du Soleil. Le parc était également l’endroit où se tenaient de nombreux divertissements et rassemblement durant l’été,.

## La maison et les arts

### La maison au petit et grand écran
L’ancien hôtel particulier a été également utilisé comme lieu de tournage dans de nombreux films et téléséries, notamment dans Le Pacte du sang (2006), Killer Wave (en) (2007), La Momie : La Tombe de l'empereur Dragon (2008), Les Schtroumpfs 2 (2013), Warm Bodies (2013) ou encore, Bye Bye 2013. Alec Baldwin, Christopher Plummer, Eric Roberts, Pierre Nadeau, Brendan Fraser, Jennifer Love Hewitt et Richard Chamberlain sont tous des acteurs mis en vedette dans des films ayant été tournés dans cette résidence.